# Lista de episódios de O Incrível Mundo de Gumball

Logo da série O Incrível Mundo de Gumball

O Incrível Mundo de Gumball é uma série de desenho animado britânico-americana criado por Ben Bocquelet para o Cartoon Network. A série gira em torno de Gumball Watterson, um gato azul de 12 anos de idade, que frequenta a escola secundária na cidade fictícia de Elmore. Acompanhado por seu irmão peixinho, Darwin Watterson, os dois frequentemente se veem envolvidos em várias confusões em diversos locais da cidade, durante o qual eles interagem com os outros membros da família - a irmã, Anais Watterson e os pais Nicole Watterson e Richard Watterson acompanhados de outros personagens secundários.

## Resumo
| Temporada | Temporada | Episódios | Exibição original      | Exibição original      | Exibição no Reino Unido | Exibição no Reino Unido | Exibição no Brasil    | Exibição no Brasil     |
| Temporada | Temporada | Episódios | Estreia de temporada   | Final de temporada     | Estreia de temporada    | Final de temporada      | Estreia de temporada  | Final de temporada     |
| --------- | --------- | --------- | ---------------------- | ---------------------- | ----------------------- | ----------------------- | --------------------- | ---------------------- |
|           | Piloto    | Piloto    | 8 de maio de 2008      | 8 de maio de 2008      | N/A                     | N/A                     | N/A                   | N/A                    |
|           | 1         | 36        | 3 de maio de 2011      | 13 de março de 2012    | 2 de maio de 2011       | 1 de abril de 2012      | 4 de setembro de 2011 | 18 de setembro de 2012 |
|           | 2         | 40        | 7 de agosto de 2012    | 3 de dezembro de 2013  | 17 de setembro de 2012  | 1 de julho de 2014      | 1 de abril de 2013    | 27 de janeiro de 2014  |
|           | 3         | 40        | 5 de junho de 2014     | 6 de agosto de 2015    | 14 de setembro de 2014  | 6 de outubro de 2015    | 1 de setembro de 2014 | 22 de dezembro de 2015 |
|           | 4         | 40        | 7 de julho de 2015     | 27 de outubro de 2016  | 5 de outubro de 2015    | 11 de novembro de 2016  | 4 de janeiro de 2016  | 13 de setembro de 2018 |
|           | 5         | 40        | 1 de setembro de 2016  | 10 de novembro de 2017 | 11 de novembro de 2016  | 27 de abril de 2018     | 5 de junho de 2017    | 4 de junho de 2018     |
|           | 6         | 44        | 5 de janeiro de 2018   | 24 de junho de 2019    | 4 de maio de 2018       | 12 de setembro de 2019  | 11 de junho de 2018   | 18 de janeiro de 2020  |
|           | Especiais | 14        | 14 de dezembro de 2019 | 20 de junho de 2021    | 2 de dezembro de 2019   | 10 de março de 2021     | 20 de janeiro de 2020 | 17 de dezembro de 2021 |
|           | 7         | 40        | 28 de julho de 2025    | TBA                    | N/A                     | N/A                     | N/A                   | N/A                    |

## Episódios

### Piloto
| #                                                     | # | Título    | Escrito por   | Exibição original |
| ----------------------------------------------------- | - | --------- | ------------- | ----------------- |
| 0                                                     | 0 | "Gumball" | Ben Bocquelet | 8 de maio de 2008 |
| Gumball e Darwin tentam fugir da escola, sem sucesso. |   |           |               |                   |

### 1ª Temporada (2011-2012)
| Episódio (série) | Episódio (temp.) | Título                                                   | Escrito por                                                           | Exibição original                                                     | Código de produção | Audiência (em milhões) |
| --- | ---------------- | -------------------------------------------------------- | --------------------------------------------------------------------- | --------------------------------------------------------------------- | ------------------ | ---------------------- |
| 1 | 1                | "Laser Vídeo " "The DVD"                                 | Ben Bocquelet, Jon Foster & James Lamont                              | 3 de maio de 2011 5 de setembro de 2011 18 de setembro de 2012        | GB136              | 2.12                   |
| Gumball e Darwin destroem um DVD alugado e tentam obter o dinheiro para pagar a multa. Mas Nicole, com seu instinto maternal, acaba os desmascarando. |                  |                                                          |                                                                       |                                                                       |                    |                        |
| 2 | 2                | "O Responsável" "The Responsible"                        | Ben Bocquelet, Andrew Brenner, Jon Foster, Mic Graves, & James Lamont | 9 de maio de 2011 2 de maio de 2011 18 de setembro de 2011            | GB106              | 1.39                   |
| Nicole coloca Gumball e Darwin como os responsáveis de Anais enquanto ela e Ricardo vão para uma reunião de pais. |                  |                                                          |                                                                       |                                                                       |                    |                        |
| 3 | 3                | "O Terceiro" "The Third"                                 | Ben Bocquelet, Jon Foster, James Lamont, & Sam Ward                   | 16 de maio de 2011 5 de setembro de 2011 4 de setembro de 2011        | GB107              | 1.96                   |
| Após Gumball e Darwin "se cansarem um do outro", procuram um terceiro melhor amigo. Então escolhem Tobias. Mas Gumball fica com ciúmes quando Darwin começa a gostar mais de Tobias do que dele.                                                                                          |                  |                                                          |                                                                       |                                                                       |                    |                        |
| 4 | 4                | "A Dívida" "The Debt"                                    | Ben Bocquelet, Jon Foster & James Lamont                              | 16 de maio de 2011 12 de setembro de 2011 4 de setembro de 2011       | GB109              | 1.96                   |
| Gumball pensa que Sr. Robinson salvou sua vida e ele cria uma dívida: tenta salvar a vida do vizinho em troca. |                  |                                                          |                                                                       |                                                                       |                    |                        |
| 5 | 5                | "O Fim" "The End"                                        | Ben Bocquelet, Jon Foster & James Lamont                              | 23 de maio de 2011 19 de setembro de 2011 29 de julho de 2012         | GB103              | 1.89                   |
| Gumball e Darwin fazem o que quiserem, após ouvirem uma mensagem na TV falando que o fim do mundo aconteceria em 24 horas. |                  |                                                          |                                                                       |                                                                       |                    |                        |
| 6 | 6                | "O Vestido" "The Dress"                                  | Ben Bocquelet, Mic Graves, & David Cadji Newby                        | 23 de maio de 2011 19 de setembro de 2011 18 de setembro de 2011      | GB105              | 1.89                   |
| Ricardo desrespeita as ordens de Nicole, lava a roupa, e acaba encolhendo elas. Então Gumball é obrigado a vestir o vestido de casamento de sua mãe. Mas os outros pensam que ele é uma garota e fazem o que ele pede. Mas Darwin acaba se apaixonando por Gumball.                       |                  |                                                          |                                                                       |                                                                       |                    |                        |
| 7 | 7                | "A Busca" "The Quest"                                    | Ben Bocquelet, Jon Foster & James Lamont                              | 30 de maio de 2011 26 de setembro de 2011 20 de fevereiro de 2012     | GB101              | 1.90                   |
| Gumball e Darwin deixam Daisy, a boneca de Anais, ser raptada pela Tina Rex e somente os três precisam resgatá-la. |                  |                                                          |                                                                       |                                                                       |                    |                        |
| 8 | 8                | "A Colher" "The Spoon"                                   | Ben Bocquelet, Jon Foster, James Lamont, & Mic Graves                 | 30 de maio de 2011 26 de setembro de 2011 27 de fevereiro de 2012     | GB102              | 1.90                   |
| Ricardo manda os meninos comprarem o presente de Nicole em um posto de gasolina, mas eles ajudam um ladrão-digital, cuja arma era uma colher. |                  |                                                          |                                                                       |                                                                       |                    |                        |
| 9 | 9                | "A Pressão" "The Pressure"                               | Ben Bocquelet, Jon Foster, James Lamont, & Sam Ward                   | 6 de junho de 2011 3 de outubro de 2011 11 de setembro de 2011        | GB104              | 2.18                   |
| Darwin é pressionado por Masami para beijá-la na casa da árvore, afim dela impressionar as meninas. Mas Darwin não se interessa muito por Masami e pede a Gumball para ajuda-lo. |                  |                                                          |                                                                       |                                                                       |                    |                        |
| 10 | 10               | "O Desenho" "The Painting"                               | Ben Bocquelet, Jon Foster, James Lamont, & Mic Graves                 | 13 de junho de 2011 3 de outubro de 2011 11 de setembro de 2011       | GB108              | 1.96                   |
| Diretor Brown, após ver um desenho de Anais, coloca a família Watterson num programa de "consertos". Gumball e Darwin tentam ser menos agitados, Nicole tenta ser menos trabalhadeira e Ricardo tenta ser menos preguiçoso. Mas no final, descobrem que não era essa a intenção de Anais. |                  |                                                          |                                                                       |                                                                       |                    |                        |
| 11 | 11               | "O Mais Preguiçoso (BR) O Preguiçoso (PT)" "The Laziest" | Ben Bocquelet, Jon Foster, James Lamont, & Mic Graves                 | 20 de junho de 2011 10 de outubro de 2011 25 de setembro de 2011      | GB110              | 0.75                   |
| Gumball e Darwin tentam derrotar seu pai no concurso de quem é mais preguiçoso. |                  |                                                          |                                                                       |                                                                       |                    |                        |
| 12 | 12               | "O Fantasma (1)" "The Ghost"                             | Ben Bocquelet, Jon Foster, James Lamont, & Mic Graves                 | 27 de junho de 2011 10 de outubro de 2011 25 de setembro de 2011      | GB112              | 0.69                   |
| Carrie fica triste porque ela não pode comer por ser uma fantasma, então pede o corpo de Gumball emprestado para poder comer. Mas as coisas saem fora do controle e ela acaba tomando posse do corpo dele.                                                                                |                  |                                                          |                                                                       |                                                                       |                    |                        |
| 13 | 13               | "O Mistério" "The Mystery"                               | Ben Bocquelet, Jon Foster, James Lamont, & Mic Graves                 | 11 de julho de 2011 2 de maio de 2011 2 de outubro de 2011            | GB115              | 2.53                   |
| Diretor Brown é encontrado enrolado em papel higiênico, depilado e sujo de tinta no armário de Gumball, e ele tenta resolver este mistério, levando Gumball a ser o principal suspeito.                                                                                                   |                  |                                                          |                                                                       |                                                                       |                    |                        |
| 14 | 14               | "A Pegadinha (BR) A Partida (PT)" "The Prank"            | Ben Bocquelet, Jon Foster, & James Lamont                             | 18 de julho de 2011 12 de setembro de 2011 9 de outubro de 2011       | GB114              | 1.91                   |
| Gumball e Darwin exageram nas pegadinhas com seu pai. |                  |                                                          |                                                                       |                                                                       |                    |                        |
| 15 | 15               | "A Capa (BR) O Karateca (PT)" "The Gi"                   | Ben Bocquelet, Jon Foster, & James Lamont                             | 25 de julho de 2011 17 de outubro de 2011 16 de outubro de 2011       | GB116              | 2.30                   |
| Gumball e Darwin pedem a Nicole para comprar capas de karatê para eles, e ela compra. Mas Nicole começa a se preocupar quando eles começam a ser ridicularizados por usarem as capas toda a hora.                                                                                         |                  |                                                          |                                                                       |                                                                       |                    |                        |
| 16 | 16               | "O Beijo" "The Kiss"                                     | Ben Bocquelet & Mic Graves                                            | 1 de agosto de 2011 17 de outubro de 2011 23 de outubro de 2011       | GB125              | 2.18                   |
| Vovó Jojo acaba beijando Gumball na boca e isso o traumatiza. Então Darwin tenta ajuda-lo a esquecer, passando por algo pior. |                  |                                                          |                                                                       |                                                                       |                    |                        |
| 17 | 17               | "A Festa" "The Party"                                    | Ben Bocquelet & Mic Graves                                            | 8 de agosto de 2011 24 de outubro de 2011 28 de outubro de 2011       | GB127              | 1.85                   |
| Raquel, a irmã de Tobias, é ameaçada pelo irmão de ser dedurada aos pais por fazer uma festa sem a autorização deles se não deixarem os seus amigos irem. Então ela permite que eles apareçam se tiverem um par.                                                                          |                  |                                                          |                                                                       |                                                                       |                    |                        |
| 18 | 18               | "O Reembolso" "The Refund"                               | Ben Bocquelet, Jon Foster, & James Lamont                             | 15 de agosto de 2011 24 de outubro de 2011 28 de outubro de 2011      | GB111              | 2.10                   |
| Ricardo toma coragem para ajudar Gumball e Darwin a obterem um reembolso da loja Ripley 2000, após eles terem sido enganados com um videogame falso. |                  |                                                          |                                                                       |                                                                       |                    |                        |
| 19 | 19               | "O Robô" "The Robot"                                     | Ben Bocquelet, Jon Foster, & James Lamont                             | 22 de agosto de 2011 19 de novembro de 2011 28 de outubro de 2011     | GB126              | 2.06                   |
| Boberto pede a Gumball e Darwin para o ensinar a ser um menino de verdade. Mas ele entende errado e rouba a identidade de Gumball. |                  |                                                          |                                                                       |                                                                       |                    |                        |
| 20 | 20               | "O Piquenique" "The Picnic"                              | Ben Bocquelet, James Lamont, & Mic Graves                             | 29 de agosto de 2011 20 de novembro de 2011 28 de outubro de 2011     | GB123              | 1.91                   |
| Gumball e Darwin se perdem na Floresta da Destruição no caminho para o piquenique, e tentam sair de lá imediatamente. |                  |                                                          |                                                                       |                                                                       |                    |                        |
| 21 | 21               | "Os Bobos (BR) Os Tolos (PT)" "The Goons"                | Ben Bocquelet, Jon Foster, James Lamont, & Mic Graves                 | 5 de setembro de 2011 6 de fevereiro de 2012 4 de dezembro de 2011    | GB117              | 2.72                   |
| Anais tenta ser boba igual a Gumball, Darwin e Ricardo. Mas Gumball fica com ciúme quando Ricardo começa a gostar mais dela do que dele. |                  |                                                          |                                                                       |                                                                       |                    |                        |
| 22 | 22               | "O Segredo" "The Secret"                                 | Ben Bocquelet, Jon Foster, & James Lamont                             | 26 de setembro de 2011 6 de fevereiro de 2012 11 de dezembro de 2011  | GB119              | 2.05                   |
| Gumball tenta descobrir um segredo de Darwin. |                  |                                                          |                                                                       |                                                                       |                    |                        |
| 23 | 23               | "A Meia" "The Sock"                                      | Ben Bocquelet, Jon Foster, James Lamont, & Sam Ward                   | 3 de outubro de 2011 7 de fevereiro de 2012 18 de dezembro de 2011    | GB128              | 2.00                   |
| Senhor Pequeno tenta ensinar Gumball e Darwin a não mentirem mais. |                  |                                                          |                                                                       |                                                                       |                    |                        |
| 24 | 24               | "O Gênio (BR) O Génio (PT)" "The Genius"                 | Ben Bocquelet, Jon Foster, James Lamont, & Mic Graves                 | 10 de outubro de 2011 7 de fevereiro de 2012 2 de janeiro de 2012     | GB122              | 1.80                   |
| Anais passa em um teste de aptidão, Darwin é confundido com ela, e acaba sendo levado para um instituto de gênios. Então Gumball tenta ser um gênio para se juntar a ele. |                  |                                                          |                                                                       |                                                                       |                    |                        |
| 25 | 25               | "O Fantasma (2)" "The Poltergeist"                       | Ben Bocquelet, Jon Foster, James Lamont, Mic Graves, & Sam Ward       | 17 de outubro de 2011 10 de fevereiro de 2012 13 de fevereiro de 2012 | GB118              | 2.11                   |
| Sr. Robinson esgota a sua raiva e Margareth Robinson o expulsa de casa. Então Gumball e Darwin o abrigam no sotão da casa. Mas Ricardo acha que é um fantasma e bota várias armadilhas pela casa.                                                                                         |                  |                                                          |                                                                       |                                                                       |                    |                        |
| 26 | 26               | "O Bigode" "The Mustache"                                | Ben Bocquelet & Mic Graves                                            | 21 de novembro de 2011 8 de fevereiro de 2012 3 de setembro de 2012   | GB132              | 2.08                   |
| Ricardo encomenda um suplemento alimentar que deixa você mais forte. Mas Gumball, Darwin e Anais acidentalmente comem esse suplemento no lugar do cereal e se transformam em adultos, parecendo lutadores mexicanos.                                                                      |                  |                                                          |                                                                       |                                                                       |                    |                        |
| 27 | 27               | "O Encontro" "The Date"                                  | Ben Bocquelet, Jon Foster, & James Lamont                             | 28 de novembro de 2011 8 de fevereiro de 2012 16 de janeiro de 2012   | GB131              | 2.20                   |
| Sr. Fitzgerald, o pai de Penny, acidentalmente mata Sr. Cuddles, a aranha de estimação de Penny, e ela convida Gumball para ir ao funeral dele. Mas Gumball sem querer entende que é um encontro.                                                                                         |                  |                                                          |                                                                       |                                                                       |                    |                        |
| 28 | 28               | "O Clube" "The Club"                                     | Ben Bocquelet, Jon Foster, James Lamont, & Mic Graves                 | 5 de dezembro de 2011 9 de fevereiro de 2012 23 de janeiro de 2012    | GB121              | 2.18                   |
| Gumball rejeita entrar no clube dos rejeitados, então eles ameaçam botar um vídeo humilhante de Gumball na internet. Agora sua popularidade está em jogo. |                  |                                                          |                                                                       |                                                                       |                    |                        |
| 29 | 29               | "A Varinha Mágica" "The Wand"                            | Ben Bocquelet, Jon Foster, James Lamont, & Mic Graves                 | 24 de janeiro de 2012 9 de fevereiro de 2012 30 de janeiro de 2012    | GB113              | 1.83                   |
| Gumball e Darwin acham uma varinha de plástico em seu cereal e a dão para Ricardo e ele acha que é real. Então eles fazem o que ele pede para a varinha. |                  |                                                          |                                                                       |                                                                       |                    |                        |
| 30 | 30               | "O Primata (BR) A Símia (PT)" "The Ape"                  | Ben Bocquelet, Jon Foster, James Lamont, & Mic Graves                 | 31 de janeiro de 2012 10 de fevereiro de 2012 6 de fevereiro de 2012  | GB133              | 1.79                   |
| Srtª. Simio descobre que não tem amigos e tenta se juntar a Gumball e Darwin. |                  |                                                          |                                                                       |                                                                       |                    |                        |
| 31 | 31               | "O Carro" "The Car"                                      | Ben Bocquelet, Jon Foster, James Lamont, & Mic Graves                 | 7 de fevereiro de 2012 1 de abril de 2012 5 de março de 2012          | GB124              | 1.68                   |
| Gumball e Darwin sem querer, quebram o carro novo do Sr. Robinson. |                  |                                                          |                                                                       |                                                                       |                    |                        |
| 32 | 32               | "A Maldição" "The Curse"                                 | Ben Bocquelet, Jon Foster, James Lamont, & Mic Graves                 | 14 de fevereiro de 2012 1 de abril de 2012 12 de março de 2012        | GB135              | 1.91                   |
| Gumball "gasta" toda a sua sorte num dia só, então só fica com azar. Assim, tenta sobreviver a um dia de má sorte. |                  |                                                          |                                                                       |                                                                       |                    |                        |
| 33 | 33               | "O Microondas" "The Microwave"                           | Ben Bocquelet, Jon Foster, & James Lamont                             | 21 de fevereiro de 2012 14 de fevereiro de 2012 19 de março de 2012   | GB129              | 1.85                   |
| Gumball colocou várias coisas nojentas num pote, e ele e o Darwin o esquentam no microondas. Em seguida, a gosma cria vida e eles a criam como uma criança. |                  |                                                          |                                                                       |                                                                       |                    |                        |
| 34 | 34               | "A Intrometida" "The Meddler"                            | Ben Bocquelet, Jon Foster, & James Lamont                             | 28 de fevereiro de 2012 31 de março de 2012 26 de março de 2012       | GB134              | 1.69                   |
| Nicole acaba estragando a vida de Gumball na escola. |                  |                                                          |                                                                       |                                                                       |                    |                        |
| 35 | 35               | "O Capacete" "The Helmet"                                | Ben Bocquelet, Jon Foster, James Lamont, & Tommy Panays               | 6 de março de 2012 25 de março de 2012 9 de janeiro de 2012           | 117A               | 1.96                   |
| Gumball consegue um capacete de papel laminado que dá sorte a Ricardo e a Nicole. Só que ele começa a querer o capacete depois e eles começam a brigar. |                  |                                                          |                                                                       |                                                                       |                    |                        |
| 36 | 36               | "A Luta" "The Fight"                                     | Ben Bocquelet, Jon Foster, James Lamont, & Mic Graves                 | 13 de março de 2012 25 de março de 2012 29 de julho de 2012           | GB130              | 2.10                   |
| Quando Tina começa a intimidar Gumball, ela pede para lutar com ele depois da escola. |                  |                                                          |                                                                       |                                                                       |                    |                        |

### 2ª Temporada (2012-2013)
| Episódio (série) | Episódio (temp.) | Título | Escrito por                                                                       | Exibição original                                                   | Código de produção | Audiência (em milhões) |
| --- | ---------------- | --- | --------------------------------------------------------------------------------- | ------------------------------------------------------------------- | ------------------ | ---------------------- |
| 37 | 1                | "O Controle Remoto (BR) O Comando (PT)" "The Remote"                                                          | Ben Bocquelet, Jon Foster, James Lamont, & Mic Graves                             | 7 de agosto de 2012 24 de setembro de 2012 17 de junho de 2013      | GB202              | 1.805                  |
| A Família Watterson luta pois tudo que eles querem assistir na TV são exibidos no mesmo horário. Todos eles querem o controle remoto. |                  | |                                                                                   |                                                                     |                    |                        |
| 38 | 2                | "O Colosso" "The Colossus"                                                                                    | Ben Bocquelet, Jon Foster, James Lamont, & Mic Graves                             | 14 de agosto de 2012 17 de setembro de 2012 28 de abril de 2013     | GB208              | 1.591                  |
| Gumball e Darwin dizem que Hector é chato, uma hora ele percebe que isso é verdade, então ele fica bravo por ser enganado pela mãe e começa a destruir Elmore. Assim, apenas Gumball, Darwin e a Mãe do Hector podem o impedir. |                  | |                                                                                   |                                                                     |                    |                        |
| 39 | 3                | "Os Cavaleiros" "The Knights"                                                                                 | Ben Bocquelet, Jon Foster, James Lamont, & Mic Graves                             | 21 de agosto de 2012 17 de setembro de 2012 1 de abril de 2013      | GB201              | N/A                    |
| Gumball e Tobias competem pelo afeto de Penny num duelo. |                  | |                                                                                   |                                                                     |                    |                        |
| 40 | 4                | "A Geladeira (BR) O Frigorífico (PT)" "The Fridge"                                                            | Ben Bocquelet, Jon Foster, James Lamont, & Mic Graves                             | 4 de setembro de 2012 15 de abril de 2013                           | GB203              | 2.001                  |
| Nicole força Gumball a se tornar um vencedor, por nunca ter feito algo realmente importante, então para isso ela estabelece vários treinamentos rigorosos para Gumball, como por exemplo: Brigar com uma Mulher Jacaré de madrugada em um supermercado, por um salmão. |                  | |                                                                                   |                                                                     |                    |                        |
| 41 | 5                | "A Flor" "The Flower"                                                                                         | Ben Bocquelet, Jon Foster, James Lamont, & Mic Graves                             | 11 de setembro de 2012 22 de abril de 2013                          | GB207              | 1.992                  |
| Gumball fica com ciúmes quando vê Leslie com Penny, isso faz com que um espírito aprisionado em Gumball acorde, fazendo-o ficar verde e agir como um maníaco. |                  | |                                                                                   |                                                                     |                    |                        |
| 42 | 6                | "A Banana" "The Banana"                                                                                       | Ben Bocquelet, Jon Foster, & James Lamont                                         | 11 de setembro de 2012 29 de abril de 2013                          | GB209              | 1.992                  |
| Gumball quer vingança quando João Banana devolve a caneta de Darwin mastigada e faz várias coisas para tramar justiça contra João Banana. Mas tanta confusão acaba fazendo Darwin mastigar uma caneta tinteiro que era uma relíquia da familia do João Banana. |                  | |                                                                                   |                                                                     |                    |                        |
| 43 | 7                | "O Telefone" "The Phone"                                                                                      | Ben Bocquelet, Chris Garbutt, & Mic Graves                                        | 18 de setembro de 2012 6 de maio de 2013                            | GB204              | 1.827                  |
| Darwin fica viciado no novo telefone de Gumball. Enquanto isso, Gumball tenta arranjar um jeito de afastar o telefone de Darwin. |                  | |                                                                                   |                                                                     |                    |                        |
| 44 | 8                | "O Trabalho (BR) O Emprego (PT)" "The Job"                                                                    | Ben Bocquelet, Jon Foster, James Lamont, & Mic Graves                             | 18 de setembro de 2012 13 de maio de 2013                           | GB206              | 1.827                  |
| Ricardo consegue um emprego como entregador de pizza, mas algumas coisas simplesmente não estão destinadas a acontecer e tudo fica sobrenatural. |                  | |                                                                                   |                                                                     |                    |                        |
| 45 | 9                | "Dia das Bruxas (BR) O Dia das Bruxas (PT)" (Especial de Halloween d'O Incrível Mundo de Gumball) "Halloween" | Ben Bocquelet, Jon Foster, & James Lamont                                         | 23 de outubro de 2012 31 de outubro de 2012 31 de outubro de 2013   | GB205              | 1.705                  |
| Carrie leva Gumball, Darwin e Anais para uma festa de fantasmas na casa do guarda do cemitério, então, Gumball e Darwin bebem uma poção para poderem ver os espíritos. Mais tarde, Gumball decide que quer beber ectoplasma, mas não pode porque é um mortal, então eles bebem mais da poção, viram fantasmas e saem zoando pela cidade enquanto Carrie tenta encontrá-los antes da meia-noite. |                  | |                                                                                   |                                                                     |                    |                        |
| 46 | 10               | "O Tesouro" "The Treasure"                                                                                    | Ben Bocquelet, Jon Foster, James Lamont, & Mic Graves                             | 25 de outubro de 2012 20 de maio de 2013                            | GB211              | 1.952                  |
| Anais descobre um segredo que ela tem certeza de que irá levá-la para um tesouro escondido da Família Watterson, ou quase. |                  | |                                                                                   |                                                                     |                    |                        |
| 47 | 11               | "O Pedido de Desculpas (BR) A Desculpa (PT)" "The Apology"                                                    | Ben Bocquelet, Jon Foster, & James Lamont                                         | 6 de novembro de 2012 26 de novembro de 2012 3 de junho de 2013     | GB215              | 2.124                  |
| Srtª.Símio vai ao extremo para tentar provar que Gumball e Darwin são crianças ruins. |                  | |                                                                                   |                                                                     |                    |                        |
| 48 | 12               | "As Palavras" "The Words"                                                                                     | Ben Bocquelet, Jon Foster, & James Lamont                                         | 12 de novembro de 2012 13 de novembro de 2012 27 de maio de 2013    | GB214              | 1.827                  |
| Darwin é educado demais para dizer o que pensa, por isso Gumball lhe ensina a ser direto através de uma épica batalha de insultos. |                  | |                                                                                   |                                                                     |                    |                        |
| 49 | 13               | "O Caveirão (BR) A Caveira (PT)" "The Skull"                                                                  | Ben Bocquelet, Jon Foster, James Lamont, & Mic Graves                             | 19 de novembro de 2012 20 de novembro de 2012 10 de junho de 2013   | GB212              | 1.864                  |
| Gumball e Darwin começam uma amizade com seu colega Clayton, que é um mentiroso compulsivo. |                  | |                                                                                   |                                                                     |                    |                        |
| 50 | 14               | "A Aposta" "The Bet"                                                                                          | Ben Bocquelet, Jon Foster, & James Lamont                                         | 27 de novembro de 2012 25 de abril de 2013 24 de junho de 2013      | GB216              | 1.618                  |
| Boberto perde uma aposta para Gumball e, portanto, tem que obedecer o seu comando por um dia. Mas tudo isso faz ele querer destruir Gumball. |                  | |                                                                                   |                                                                     |                    |                        |
| 51 | 15               | "O Natal (BR) Natal (PT)" (Especial de Natal d'O Incrível Mundo de Gumball) "Christmas"                       | Ben Bocquelet, Jon Foster, & James Lamont                                         | 3 de dezembro de 2012 4 de dezembro de 2012 2 de dezembro de 2013   | GB217              | 1.697                  |
| Papai Noel (BR)/Pai Natal (PT) está vindo para a cidade. Infelizmente, ele é atropelado pelos Wattersons, por isso cabe a eles para salvar o Natal. |                  | |                                                                                   |                                                                     |                    |                        |
| 52 | 16               | "O Relógio" "The Watch"                                                                                       | Ben Bocquelet, Jon Foster, & James Lamont                                         | 22 de janeiro de 2013 8 de abril de 2013 1 de julho de 2013         | GB219              | 1.749                  |
| Gumball e Darwin devem recuperar uma relíquia da familia de Marvin Finklehimer, um relogio valioso de maior herança familiar. |                  | |                                                                                   |                                                                     |                    |                        |
| 53 | 17               | "O Caipira (BR) O Saloio (PT)" "The Bumpkin"                                                                  | Ben Bocquelet, Jon Foster, James Lamont, & Mic Graves                             | 29 de janeiro de 2013 1 de abril de 2013 8 de julho de 2013         | GB222              | 1.840                  |
| Gumball fica com inveja da vida rural, então ele pede ajuda ao Batata (BR)/Idaho (PT) (que nasceu no interior) para ensinar a sua família para viver como um caipira. |                  | |                                                                                   |                                                                     |                    |                        |
| 54 | 18               | "Os Vacilões (BR) Os Baldas (PT)" "The Flakers"                                                               | Ben Bocquelet, Jon Foster, & James Lamont                                         | 5 de fevereiro de 2013 15 de abril de 2013 15 de julho de 2013      | GB218              | 1.647                  |
| Darwin abandona Gumball antes de uma briga, Gumball assim decide ensinar-lhe uma lição. |                  | |                                                                                   |                                                                     |                    |                        |
| 55 | 19               | "A Autoridade" "The Authority"                                                                                | Ben Bocquelet, Jon Brittain, Jon Foster, James Lamont, & Mic Graves               | 12 de fevereiro de 2013 22 de abril de 2013 22 de julho de 2013     | GB223              | 1.779                  |
| O comportamento de Vovó Jojo coloca a Família Watterson em perigo. |                  | |                                                                                   |                                                                     |                    |                        |
| 56 | 20               | "O Vírus" "The Virus"                                                                                         | Ben Bocquelet, Jon Foster, & James Lamont                                         | 5 de junho de 2013 29 de abril de 2013 29 de julho de 2013          | GB224              | 2.570                  |
| Gumball, Darwin e Teri devem combater um virus maligno que quer contamina-los. |                  | |                                                                                   |                                                                     |                    |                        |
| 57 | 21               | "O Pônei (BR) O Pónei (PT)" "The Pony"                                                                        | Ben Bocquelet, Jon Brittain, Mic Graves, Jon Foster, & James Lamont               | 12 de junho de 2013 27 de maio de 2013 5 de agosto de 2013          | GB225              | 1.951                  |
| Gumball e Darwin compram um filme para assistir com Anais, mas encontram varias distrações no caminho de casa. |                  | |                                                                                   |                                                                     |                    |                        |
| 58 | 22               | "O Herói" "The Hero"                                                                                          | Ben Bocquelet, Jon Foster, James Lamont, & Mic Graves                             | 19 de junho de 2013 9 de setembro de 2013 2 de setembro de 2013     | GB210              | 1.369                  |
| Gumball fere os sentimentos de Ricardo, e agora, Darwin tem que ajudar seu pai a ter seu posto de herói relembrado. |                  | |                                                                                   |                                                                     |                    |                        |
| 59 | 23               | "O Sonho" "The Dream"                                                                                         | Ben Bocquelet, Jon Brittain, Tom Crowley, Jon Foster, James Lamont, & Tobi Wilson | 26 de junho de 2013 13 de maio de 2013 19 de agosto de 2013         | GB226              | 1.587                  |
| Darwin beija Penny em um dos sonhos de Gumball fazendo com que ele fique louco com isso. |                  | |                                                                                   |                                                                     |                    |                        |
| 60 | 24               | "O Ajudante" "The Sidekick"                                                                                   | Ben Bocquelet, Jon Brittain, Tom Crowley, Jon Foster, James Lamont, & Tobi Wilson | 3 de julho de 2013 20 de maio de 2013 26 de agosto de 2013          | GB229              | 1.757                  |
| Gumball e Darwin tentam encontrar o jogo perdido de Tobias, mas Darwin começa a sentir que ele é apenas um ajudante de Gumball. |                  | |                                                                                   |                                                                     |                    |                        |
| 61 | 25               | "A Foto (BR) A Fotografia (PT)" "The Photo"                                                                   | Ben Bocquelet, Jon Brittain, Tom Crowley, Jon Foster, James Lamont, & Tobi Wilson | 17 de julho de 2013 16 de setembro de 2013 8 de novembro de 2013    | GB228              | 1.195                  |
| Gumball quer parecer bonito na foto da Escola, mas muitos imprevistos acontecem. |                  | |                                                                                   |                                                                     |                    |                        |
| 62 | 26               | "A Tornozeleira (BR) A Pulseira (PT)" "The Tag"                                                               | Ben Bocquelet, Jon Brittain, Tom Crowley, Jon Foster, James Lamont, & Tobi Wilson | 24 de julho de 2013 23 de setembro de 2013 6 de janeiro de 2014     | GB230              | 1.421                  |
| Ricardo e Sr. Robinson são pegos no meio de uma briga de lixo na calçada, então Gumball e Darwin devem impedi-los de começarem outra briga, antes que sejam levados para a policia. |                  | |                                                                                   |                                                                     |                    |                        |
| 63 | 27               | "A Tempestade" "The Storm"                                                                                    | Ben Bocquelet, Jon Brittain, Jon Foster, & James Lamont                           | 31 de julho de 2013 27 de maio de 2013 12 de agosto de 2013         | GB221              | 1.566                  |
| Gumball comeca a piorar a relação de Alan e Carmen, e somente Gumball deverá reuni-los de novo. |                  | |                                                                                   |                                                                     |                    |                        |
| 64 | 28               | "A Lição" "The Lesson"                                                                                        | Ben Bocquelet, Jon Brittain, Tom Crowley, Jon Foster, James Lamont, & Tobi Wilson | 7 de agosto de 2013 30 de setembro de 2013 7 de janeiro de 2014     | GB227              | 1.423                  |
| Gumball e Darwin são pegos colando na prova de matemática e vão pra detenção. Agora, eles precisam escapar de lá. |                  | |                                                                                   |                                                                     |                    |                        |
| 65 | 29               | "O Jogo" "The Game"                                                                                           | Ben Bocquelet, Jon Brittain, Tom Crowley, Jon Foster, James Lamont, & Tobi Wilson | 21 de agosto de 2013 7 de outubro de 2013 8 de janeiro de 2014      | GB231              | 1.569                  |
| Quando os Wattersons decidem jogar "Desvie ou Enfrente", um jogo de Gumball e Darwin até o fim, o caos se espalha durante todo o jogo. |                  | |                                                                                   |                                                                     |                    |                        |
| 66 | 30               | "O Limite" "The Limit"                                                                                        | Ben Bocquelet, Jon Foster, Chris Garbutt, & James Lamont                          | 28 de agosto de 2013 14 de outubro de 2013 9 de janeiro de 2014     | GB213              | 1.410                  |
| Nicole se transforma em um monstro furioso no supermercado depois de ter se irritado várias vezes com sua família. |                  | |                                                                                   |                                                                     |                    |                        |
| 67 | 31               | "A Voz" "The Voice"                                                                                           | Ben Bocquelet, Jon Brittain, Tom Crowley, Jon Foster, James Lamont, & Tobi Wilson | 10 de setembro de 2013 29 de outubro de 2013 10 de janeiro de 2014  | GB224              | 1.957                  |
| Quando Gumball e Darwin recebem um e-mail assustador, todos são suspeitos ... incluindo eles mesmos. |                  | |                                                                                   |                                                                     |                    |                        |
| 68 | 32               | "A Promessa" "The Promise"                                                                                    | Ben Bocquelet, Jon Brittain, Tom Crowley, Jon Foster, James Lamont, & Tobi Wilson | 17 de setembro de 2013 21 de outubro de 2013 12 de janeiro de 2014  | GB232              | 1.464                  |
| Darwin faz duas promessas no mesmo dia e fica em dúvida no que fazer: Jogar o novo Zelmore com Gumball ou ajudar João Banana a gravar um vídeo. |                  | |                                                                                   |                                                                     |                    |                        |
| 69 | 33               | "O Castelo" "The Castle"                                                                                      | Ben Bocquelet, Jon Brittain, Tom Crowley, Jon Foster, James Lamont, & Tobi Wilson | 1 de outubro de 2013 10 de fevereiro de 2014 6 de janeiro de 2014   | GB235              | 1.653                  |
| Quando Nicole não esta em casa, Ricardo atrai hospedes para fazerem uma festa, mas toda a festa faz os visitantes expulsarem Gumball, Darwin, Ricardo e Anais de sua propria casa, e somente eles devem impedi-los. |                  | |                                                                                   |                                                                     |                    |                        |
| 70 | 34               | "O Som (BR) O Rádio-Cassete (PT)" "The Boombox"                                                               | Ben Bocquelet, Jon Brittain, Tom Crowley, Jon Foster, James Lamont, & Tobi Wilson | 8 de outubro de 2013 3 de fevereiro de 2014 6 de janeiro de 2014    | GB234              | 1.461                  |
| Gumball e Darwin tentam entender uma mensagem urgente de Juke. |                  | |                                                                                   |                                                                     |                    |                        |
| 71 | 35               | "A Fita (BR) O Filme (PT)" "The Tape"                                                                         | Ben Bocquelet, Jon Foster, & James Lamont                                         | 15 de outubro de 2013 18 de fevereiro de 2014 13 de janeiro de 2014 | GB238              | 1.441                  |
| Gumball e Darwin não conseguem fazer clássicos instantâneos de filmes em casa, então eles decidem fazer um video mostrando a vida cotidiana da família Watterson, brincadeiras, comerciais engraçados e principalmente, os amigos da escola. |                  | |                                                                                   |                                                                     |                    |                        |
| 72 | 36               | "Os Casacos (BR) As Camisolas (PT)" "The Sweaters"                                                            | Ben Bocquelet, Jon Foster, & James Lamont                                         | 5 de novembro de 2013 1 de março de 2014 13 de janeiro de 2014      | GB237              | 1.580                  |
| A reputação de Gumball e Darwin é desafiada por dois estudantes humanos de uma escola vizinha. |                  | |                                                                                   |                                                                     |                    |                        |
| 73 | 37               | "A Internet" "The Internet"                                                                                   | Yann Benedi, Ben Bocquelet, Guillaume Cassuto, & Antoine Perez                    | 12 de novembro de 2013 7 de abril de 2014 20 de janeiro de 2014     | GB239              | 1.504                  |
| Gumball é forçado a enfrentar a Internet de uma forma constrangedora. |                  | |                                                                                   |                                                                     |                    |                        |
| 74 | 38               | "O Plano" "The Plan"                                                                                          | Ben Bocquelet, Jon Foster, James Lamont, & Tobi Wilson                            | 19 de novembro de 2013 14 de abril de 2014 20 de janeiro de 2014    | GB240              | 1.533                  |
| Pensando que sua mãe está sendo cortejada por um homem chamado "Daniel Leonardo", as crianças Wattersons planejam um plano para salvá-la. |                  | |                                                                                   |                                                                     |                    |                        |
| 75 | 39               | "O Mundo" "The World"                                                                                         | Ben Bocquelet, Jon Brittain, Tom Crowley, Jon Foster, James Lamont, & Tobi Wilson | 26 de novembro de 2013 1 de julho de 2014 27 de janeiro de 2014     | GB236              | 1.878                  |
| As vidas dos objetos "inanimados" de Elmore são mostrados em uma série de enquetes curtas. |                  | |                                                                                   |                                                                     |                    |                        |
| 76 | 40               | "O Final" "The Finale"                                                                                        | Ben Bocquelet, Jon Brittain, Tom Crowley, Jon Foster, James Lamont, & Tobi Wilson | 3 de dezembro de 2013 27 de maio de 2014 27 de janeiro de 2014      | GB233              | 1.628                  |
| Os Wattersons são surpreendidos ao descobrir que suas ações passadas têm consequências. |                  | |                                                                                   |                                                                     |                    |                        |

### 3ª Temporada (2014-2015)
| Episódio (série) | Episódio (temp.) | Título                                                                        | Escrito por                                                                                               | Exibição original                                                                                   | Código de produção | Audiência (em milhões) |
| --- | ---------------- | ----------------------------------------------------------------------------- | --- | --------------------------------------------------------------------------------------------------- | ------------------ | ---------------------- |
| 77 | 1                | "As Crianças (BR) Os Miúdos (PT)" "The Kids"                                  | Ben Bocquelet, Guillaume Cassuto, Mic Graves, & Tobi Wilson                                               | 5 de junho de 2014 14 de setembro de 2014 1 de setembro de 2014                                     | GB303              | 2.39                   |
| Gumball e Darwin têm mudanças no tom da voz e percebem que a infância está terminando e tentam aproveitar o máximo que podem. |                  |                                                                               | | |                    |                        |
| 78 | 2                | "A Fã" "The Fan"                                                              | Ben Bocquelet, Jess Ransom, Howard Read, & Tobi Wilson                                                    | 5 de junho de 2014 14 de setembro de 2014 8 de setembro de 2014                                     | GB301              | 2.39                   |
| Sarah mostra ser a fã número 1 de Gumball e Darwin. |                  |                                                                               | | |                    |                        |
| 79 | 3                | "A Treinadora (BR) O Treinador (PT)" "The Coach"                              | Ben Cottam, Paul McKenna, Jess Ransom, & Tobi Wilson                                                      | 12 de junho de 2014 15 de setembro de 2014                                                          | GB306              | 1.68                   |
| Gumball descobre que o novo treinador de Elmore Junior High é a Mãe de Jamie, que se parece com um homem. |                  |                                                                               | | |                    |                        |
| 80 | 4                | "A Alegria" "The Joy"                                                         | Ben Bocquelet, Ben Cottam, Mic Graves, Kieran Hodgson, Tom Meltzer, Jess Ransom, Joe Parham & Tobi Wilson | 19 de junho de 2014 22 de setembro de 2014                                                          | GB305              | 1.86                   |
| Senhorita Simio tenta fugir de um virus de alegria que infectou a todos na escola. |                  |                                                                               | | |                    |                        |
| 81 | 5                | "O Filhote (BR) O Cãozinho (PT)" "The Puppy"                                  | Tim Allsop, Ben Bocquelet, Ben Cottam, Stewart Williams, & Guillaume Cassuto                              | 26 de junho de 2014 6 de outubro de 2014 29 de setembro de 2014                                     | GB304              | 2.15                   |
| As crianças finalmente obtiveram o cachorro que sempre quiseram, exceto... que na verdade, é uma tartaruga, que elas odeiam. |                  |                                                                               | | |                    |                        |
| 82 | 6                | "A Receita" "The Recipe"                                                      | Ben Bocquelet, Guillaume Cassuto, Mic Graves, & Tobi Wilson                                               | 3 de julho de 2014 29 de setembro de 2014 6 de outubro de 2014                                      | GB311              | 2.17                   |
| Gumball e Darwin descobriram o segredo por trás da imortalidade de Anton. |                  |                                                                               | | |                    |                        |
| 83 | 7                | "O Nome" "The Name"                                                           | Tim Allsop, Ben Bocquelet, Mic Graves, Tom Meltzer, Joe Parham, & Stewart Williams                        | 10 de julho de 2014 13 de outubro de 2014                                                           | GB307              | 2.32                   |
| Gumball descobre que seu verdadeiro nome é Zach. |                  |                                                                               | | |                    |                        |
| 84 | 8                | "Os Extras (BR) Os Figurantes (PT)" "The Extras"                              | Ben Bocquelet, Guillaume Cassuto, & Mic Graves                                                            | 17 de julho de 2014 20 de outubro de 2014                                                           | GB312              | 1.93                   |
| Uma série de enquetes curtas envolvendo o cotidiano de alguns dos personagens de fundo. |                  |                                                                               | | |                    |                        |
| 85 | 9                | "As Reclamações (BR) A Neura (PT)" "The Gripes"                               | Tim Allsop, Ben Bocquelet, Guillaume Cassuto, Kieran Hodgson, Stewart Williams, & Tobi Wilson             | 24 de julho de 2014 3 de novembro de 2014                                                           | GB308              | 2.21                   |
| Gumball e Darwin atraem uma multidão devido as suas reclamações que vão longe demais. |                  |                                                                               | | |                    |                        |
| 86 | 10               | "As Férias" (Terceiro Especial de O Incrível Mundo de Gumball) "The Vacation" | Guillaume Cassuto, Mic Graves, & Tobi Wilson                                                              | 31 de julho de 2014 28 de outubro de 2014 27 de outubro de 2014                                     | GB310              | 1.90                   |
| Depois de Nicole dizer a sua família uma história assustadora sobre um acampamento, os eventos da história começam a se tornar realidade. |                  |                                                                               | | |                    |                        |
| 87 | 11               | "O Farsante (BR) A Fraude (PT)" "The Fraud"                                   | Ben Bocquelet, Guillaume Cassuto, Mic Graves, & Tobi Wilson                                               | 7 de agosto de 2014 10 de novembro de 2014                                                          | GB316              | 1.91                   |
| Gumball e Darwin descobrem que o diploma do Diretor Brown é falso. |                  |                                                                               | | |                    |                        |
| 88 | 12               | "O Vácuo (BR) O Vazio (PT)" "The Void"                                        | Ben Bocquelet, Guillaume Cassuto, Mic Graves, Paul Rice, & Tobi Wilson                                    | 14 de agosto de 2014 17 de novembro de 2014                                                         | GB309              | 1.90                   |
| Gumball e Darwin descobrem um segredo sobre Elmore enquanto procuram por uma amiga esquecida por todos. |                  |                                                                               | | |                    |                        |
| 89 | 13               | "O Chefe" "The Boss"                                                          | Ben Bocquelet, Guillaume Cassuto, Mic Graves, Joe Parham, & Tobi Wilson                                   | 21 de agosto de 2014 16 de fevereiro de 2015 24 de novembro de 2014                                 | GB313              | 1.82                   |
| Gumball e Darwin tentam fazer com que Rocky consiga outra vez a confiança de seu pai. |                  |                                                                               | | |                    |                        |
| 90 | 14               | "O Golpe" "The Move"                                                          | Ben Bocquelet, Guillaume Cassuto, Mic Graves, Joe Parham, & Tobi Wilson                                   | 28 de agosto de 2014 1 de dezembro de 2014                                                          | GB317              | 1.88                   |
| Gumball e Darwin tentam livrar Clayton de sua mentira compulsiva, mas quando recusam a acreditar em um movimento de artes marciais secreto, Tobias fica inconsciente depois de Clayton tentar provar isso.                                                                |                  |                                                                               | | |                    |                        |
| 91 | 15               | "A Lei" "The Law"                                                             | Guillaume Cassuto, Mic Graves, Joe Parham, & Tobi Wilson                                                  | 4 de setembro de 2014 2 de março de 2015 8 de dezembro de 2014                                      | GB314              | 2.15                   |
| O Policial Rosquinha leva Gumball e Darwin junto com ele em uma tentativa de mostrar-lhes como policiais podem ser legais, ao custo de seu próprio trabalho. Quando uma contravenção simples leva a um colapso na lei, os três terão que salvar o dia.                    |                  |                                                                               | | |                    |                        |
| 92 | 16               | "A Alergia" "The Allergy"                                                     | Ben Bocquelet, Guillaume Cassuto, Mic Graves, & Joe Parham                                                | 11 de setembro de 2014 2 de março de 2015 15 de dezembro de 2014                                    | GB318              | 1.91                   |
| Gumball deve encontrar uma cura para a alergia de Darwin antes que ele destrua Elmore com seus espirros. |                  |                                                                               | | |                    |                        |
| 93 | 17               | "As Mães" "The Mothers"                                                       | Ben Bocquelet, Guillaume Cassuto, Jon Foster, Mic Graves, James Lamont, Joe Parham, & Tobi Wilson         | 18 de setembro de 2014 9 de março de 2015 15 de janeiro de 2015                                     | GB315              | N/A                    |
| No Dia das Mães, as crianças colocarão suas mães através de uma série de testes para determinar quem tem a "Grande Mamãe do Mundo". |                  |                                                                               | | |                    |                        |
| 94 | 18               | "A Senha (BR) A Palavra-Passe (PT)" "The Password"                            | Ben Bocquelet, Guillaume Cassuto, Mic Graves, & Joe Parham                                                | 25 de setembro de 2014 9 de março de 2015 16 de janeiro de 2015                                     | GB320              | 2.00                   |
| Gumball e Darwin descobrem que Anais é a filha favorita de Ricardo e estão dispostos a retirar o seu título. |                  |                                                                               | | |                    |                        |
| 95 | 19               | "Os Procrastinadores" "The Procrastinators"                                   | Ben Bocquelet, Guillaume Cassuto, Mic Graves, Joe Parham, & Tobi Wilson                                   | 2 de outubro de 2014 16 de março de 2015 22 de dezembro de 2014                                     | GB319              | 2.26                   |
| Gumball e Darwin vão ao extremo para evitar tirar o lixo. |                  |                                                                               | | |                    |                        |
| 96 | 20               | "A Casca" "The Shell"                                                         | Ben Bocquelet, Guillaume Cassuto, Mic Graves, Joe Parham, & Tobi Wilson                                   | 9 de outubro de 2014 23 de março de 2015 29 de dezembro de 2014                                     | GB302              | 2.31                   |
| Na tentativa de um beijo com Penny em uma peça de teatro, Gumball quebra a sua casca e descobre o que ela é por dentro. |                  |                                                                               | | |                    |                        |
| 97 | 21               | "A Obrigação (BR) O Fardo (PT)" "The Burden"                                  | Ben Bocquelet, Guillaume Cassuto, Mic Graves, Joe Parham, Jess Ransom, & Tobi Wilson                      | 16 de outubro de 2014 20 de abril de 2015 3 de agosto de 2015                                       | GB321              | 2.36                   |
| Quando Gumball e Darwin viram os encarregados para cuidar do hamster da escola na semana inteira, eles sem querer o deixam na escola no fim de semana. |                  |                                                                               | | |                    |                        |
| 98 | 22               | "Os Manos" "The Bros"                                                         | Ben Bocquelet, Guillaume Cassuto, Joe Parham, Jess Ranson & Tobi Wilson                                   | 23 de outubro de 2014 10 de agosto de 2015                                                          | GB322              | 1.70                   |
| Darwin fica com inveja do relacionamento de Gumball e Penny e faz de tudo para conseguir separá-los. |                  |                                                                               | | |                    |                        |
| 99 | 23               | "O Espelho" (Quarto Especial de O Incrível Mundo de Gumball) "The Mirror"     | Ben Bocquelet, Guillaume Cassuto & Joe Parham                                                             | 30 de outubro de 2014 4 de abril de 2015 26 de outubro de 2015                                      | GB323              | 1.61                   |
| Quando Gumball recusa a compartilhar um e-mail supostamente enviado por um fantasma, a maldição do e-mail começa a fazer efeito e faz com que os Wattersons sejam mandados para outra dimensão. Então, Gumball e Darwin buscam a ajuda de Carrie para saírem da dimensão. |                  |                                                                               | | |                    |                        |
| 100 | 24               | "O Homem" "The Man"                                                           | Ben Bocquelet, Guillaume Cassuto, Joe Parham, & Tobi Wilson                                               | 30 de outubro de 2014 29 de setembro de 2015 17 de agosto de 2015                                   | GB326              | 1.40                   |
| Quando Vovó Jojô leva seu novo namorado para jantar com a família, Ricardo a proíbe de vê-lo novamente. |                  |                                                                               | | |                    |                        |
| 101 | 25               | "A Pizza" "The Pizza"                                                         | Ben Bocquelet, Guillaume Cassuto, Joe Parham, & Tobi Wilson                                               | 13 de novembro de 2014 24 de agosto de 2015                                                         | GB325              | 1.55                   |
| Quando a cidade de Elmore entra numa crise por falta de leis, os Wattersons tentam convencer Larry a recuperar todos os seus empregos. |                  |                                                                               | | |                    |                        |
| 102 | 26               | "A Mentira" "The Lie"                                                         | Ben Bocquelet, Guillaume Cassuto, Joe Parham, Jess Ransom, & Tobi Wilson                                  | 20 de novembro de 2014 1 de maio de 2015 31 de agosto de 2015                                       | GB328              | 1.66                   |
| Vendo que o mês de janeiro não tem um feriado comemorativo para celebrar, Gumball e Anais decidem criar um novo feriado chamado "Esquisidata". |                  |                                                                               | | |                    |                        |
| 103 | 27               | "A Borboleta" "The Butterfly"                                                 | Ben Bocquelet, Guillaume Cassuto, Joe Parham, Jess Ransom, & Tobi Wilson                                  | 8 de janeiro de 2015 24 de abril de 2015 7 de setembro de 2015                                      | GB330              | 2.14                   |
| Gumball liberta uma borboleta, que depois de emergir do seu casulo, causa problemas e destruição na cidade de Elmore. |                  |                                                                               | | |                    |                        |
| 104 | 28               | "A Questão (BR) A Pergunta (PT)" "The Question"                               | Ben Bocquelet, Guillaume Cassuto, Tony Hull, Joe Parham, & Tobi Wilson                                    | 8 de janeiro de 2015 27 de abril de 2015 18 de janeiro de 2015                                      | GB330              | 2.14                   |
| Gumball e Darwin procuram respostas sobre o sentido da vida. |                  |                                                                               | | |                    |                        |
| 105 | 29               | "O Santo" "The Saint"                                                         | Ben Bocquelet, Joe Parhan, Jess Ransom & Tobi Wilson                                                      | 15 de janeiro de 2015 26 de maio de 2015 18 de janeiro de 2015                                      | GB322              | 1.69                   |
| Gumball tenta acabar com a atitude positiva de Alan. |                  |                                                                               | | |                    |                        |
| 106 | 30               | "O Amigo" "The Friend"                                                        | Ben Bocquelet, Guillaume Cassuto, Joe Parham, Jess Ransom, & Tobi Wilson                                  | 22 de janeiro de 2015 18 de maio de 2015 5 de outubro de 2015                                       | GB324              | 2.07                   |
| Gumball e Darwin ajudam Anais a tornar o amigo imaginário dela em um ser real. |                  |                                                                               | | |                    |                        |
| 107 | 31               | "O Oráculo" "The Oracle"                                                      | Ben Bocquelet, Guillaume Cassuto, Mic Graves, Tony Hull, Richard Overall, Joe Parham, e Tobi Wilson       | 29 de janeiro de 2015 4 de maio de 2015 18 de janeiro de 2015                                       | GB327              | 1.80                   |
| Quando Gumball, Darwin e Anais veem uma pintura de Barbara Banana prevendo uma cena vergonhosa para Gumball, ele se determina para impedir sua vergonha em rede nacional.                                                                                                 |                  |                                                                               | | |                    |                        |
| 108 | 32               | "A Segurança" "The Safety"                                                    | Ben Bocquelet, Louise Coats, Joe Parhan & Tobi Wilson                                                     | 5 de fevereiro de 2015 11 de maio de 2015 18 de janeiro de 2015                                     | GB333              | 1.89                   |
| Darwin acha que nada na vida em Elmore é segura, e ele logo começa a deixar o dia-a-dia da família Watterson em máxima segurança e proteção extrema. |                  |                                                                               | | |                    |                        |
| 109 | 33               | "A Sociedade" "The Society"                                                   | Ben Bocquelet, Jess Ransom & Tobi Wilson                                                                  | 12 de fevereiro de 2015 6 de setembro de 2015 19 de outubro de 2015                                 | GB334              | 1.64                   |
| Quando Gumball pensa que a escola tem uma sociedade secreta, ele está determinado a tentar fazer parte dela. |                  |                                                                               | | |                    |                        |
| 110 | 34               | "O Spoiler" "The Spoiler"                                                     | Ben Bocquelet, Jess Ransom, e Tobi Wilson                                                                 | 19 de fevereiro de 2015 1 de agosto de 2015 22 de dezembro de 2015                                  | GB335              | 2.21                   |
| Quando Gumball e Darwin precisam esperar para assistir a um filme, eles devem ficar uma semana inteira sem que ninguém estrague o resumo. |                  |                                                                               | | |                    |                        |
| 111 | 35               | "O Cronômetro (BR) A Contagem Decrescente (PT)" "The Countdown"               | Ben Bocquelet, Guillaume Cassuto, Joe Parhan, Jess Ransom & Tobi Wilson                                   | 26 de fevereiro de 2015 2 de novembro de 2015                                                       | GB331              | 1.90                   |
| Gumball e Darwin correm contra o tempo para não se atrasarem para escola, senão serão expulsos. |                  |                                                                               | | |                    |                        |
| 112 | 36               | "O Ninguém (BR) O Zé-Ninguém (PT)" "The Nobody"                               | Ben Bocquelet, Louise Coats, Tim Mills, Jess Ransom, Paul Rice & Tobi Wilson                              | 5 de março de 2015 6 de outubro de 2015 9 de novembro de 2015                                       | GB339              | 1.84                   |
| Gumball e Darwin começam a procurar o culpado que anda sumindo com as coisas da casa. |                  |                                                                               | | |                    |                        |
| 113 | 37               | "A Depressão (BR) O Tristonho (PT)" "The Downer"                              | Ben Bocquelet, Jess Ransom, e Tobi Wilson                                                                 | 6 de julho de 2015 10 de setembro de 2015 16 de novembro de 2015                                    | GB338              | 1.66                   |
| Quando a família de Gumball tenta animá-lo de um péssimo humor inexplicável, ele deseja que todos desapareçam. |                  |                                                                               | | |                    |                        |
| 114 | 38               | "O Ovo" "The Egg"                                                             | Ben Bocquelet, Guillaume Cassuto, Mic Graves, Joe Parham, Jess Ransom e Tobi Wilson                       | 31 de julho de 2015 (online) 6 de agosto de 2015 (TV) 28 de setembro de 2015 14 de dezembro de 2015 | GB340              | 1.65                   |
| Os Wattersons recebem a visita de uma mãe sofisticada, enquanto Anais faz um encontro com o filho da visita, Billy Parham. |                  |                                                                               | | |                    |                        |
| 115 | 39               | "O Triângulo" "The Triangle"                                                  | Ben Bocquelet, Mic Graves, Tim Mills, Richard Overall, Richard Preddy, e Joe Parham                       | 8 de julho de 2015 17 de setembro de 2015 23 de novembro de 2015                                    | GB337              | 1.77                   |
| Gumball fica com ciúmes do novo talento de Darwin. |                  |                                                                               | | |                    |                        |
| 116 | 40               | "O Dinheiro" "The Money"                                                      | Ben Bocquelet, Guillaume Cassuto, Mic Graves, Joe Parham, Jess Ransom, Tobi Wilson e Tim Mills            | 9 de julho de 2015 30 de setembro de 2015 30 de novembro de 2015                                    | GB336              | 1.75                   |
| Os Wattersons ficam pobres quando Ricardo perde todo o seu dinheiro. |                  |                                                                               | | |                    |                        |

### 4ª Temporada (2015-2016)
A série foi renovada para uma quinta temporada em 2 de junho de 2014. Como as três temporadas anteriores, também terá um total de 40 episódios e foi ao ar em 5 de setembro de 2016 durante a exibição da quarta temporada.
| Episódio (série) | Episódio (temp.) | Título                                                                                   | Escrito por | Exibição original                                                                                            | Código de produção | Audiência (em milhões) |
| --- | ---------------- | ---------------------------------------------------------------------------------------- | --- | --- | ------------------ | ---------------------- |
| 117 | 1                | "A Volta (BR) O Regresso (PT)" "The Return"                                              | Ben Bocquelet, Louise Coats, Mic Graves, Andrew Jones, Ciaran Murtagh, Joe Parham, e Tobi Wilson | 7 de julho de 2015 7 de outubro de 2015 4 de janeiro de 2016                                                 | GB401              | 2.05                   |
| Ricardo ronda pela cidade inteira procurando Gumball, Darwin e Anais para levá-los ao primeiro dia de escola. |                  |                                                                                          | | |                    |                        |
| 118 | 2                | "O Inimigo" "The Nemesis"                                                                | Ben Bocquelet, Louise Coats, Mic Graves, Timothy Mills, Joe Parham, e Jess Ransom | 10 de julho de 2015 8 de outubro de 2015 11 de janeiro de 2016                                               | GB402              | 1.63                   |
| Gumball e Darwin tentam ajudar Rob a ser o inimigo deles. |                  |                                                                                          | | |                    |                        |
| 119 | 3                | "O Grupo (BR) O Gangue (PT)" "The Crew"                                                  | Ben Bocquelet, Louise Coats, Mic Graves, Tim Mills, Joe Parham, Richard Preddy, Jess Ransom, e Tobi Wilson | 7 de agosto de 2015 (online) 13 de agosto de 2015 (TV) 9 de outubro de 2015 12 de janeiro de 2016            | GB407              | 1.55                   |
| Gumball e Darwin decidem participar de uma gangue depois de perceber que os velhotes (Marvin, Betty, e Donald) são a gangue mais rígida de Elmore. |                  |                                                                                          | | |                    |                        |
| 120 | 4                | "Os Outros" "The Others"                                                                 | Nathan Auerbach, Daniel Berg, Ben Bocquelet, Louise Coats, Timothy Mills, e Joe Parham | 14 de agosto de 2015 (online) 20 de agosto de 2015 (TV) 12 de outubro de 2015 18 de janeiro de 2016          | GB404              | 1.35                   |
| Gumball e Darwin descobrem que Anais está na oitava série e conhecem mais gente da Elmore Junior High. |                  |                                                                                          | | |                    |                        |
| 121 | 5                | "A Assinatura" "The Signature"                                                           | Nathan Auerbach, Daniel Berg, Ben Bocquelet, Louise Coats, e Tobi Wilson | 21 de agosto de 2015 (online) 27 de agosto de 2015 (TV) 13 de outubro de 2015 1 de fevereiro de 2016         | GB403              | 1.44                   |
| Ricardo descobre que Vovó Jojo pretende se casar com Louie. |                  |                                                                                          | | |                    |                        |
| 122 | 6                | "O Cheque" "The Check"                                                                   | Nathan Auerbach, Daniel Berg, Ben Bocquelet, Louise Coats, Jess Ransom, e Tobi Wilson | 31 de agosto de 2015 15 de outubro de 2015 8 de fevereiro de 2016                                            | GB406              | 1.64                   |
| Louie oferece a Gumball, Darwin e Anais um cheque de US$5000. |                  |                                                                                          | | |                    |                        |
| 123 | 7                | "O Pestinha (BR) O Peste (PT)" "The Pest"                                                | Ben Bocquelet, Tobi Wilson, Jess Reasom, Louise Coats, Daniel Berg, Nathan Auerbach e Joe Parham | 1 de setembro de 2015 30 de outubro de 2015 15 de fevereiro de 2016                                          | GB409              | 1.35                   |
| Gumball e Darwin resolvem ajudar Anais a acertar as contas com Billy Parham. |                  |                                                                                          | | |                    |                        |
| 124 | 8                | "A Venda" "The Sale"                                                                     | Nathan Auerbach, Daniel Berg, Ben Bocquelet, Louise Coats, Joe Parham, e Tobi Wilson | 2 de setembro de 2015 7 de novembro de 2015 22 de fevereiro de 2016                                          | GB410              | 1.43                   |
| Gumball e Darwin tentam impedir que o Sr. Robinson venda a sua casa. |                  |                                                                                          | | |                    |                        |
| 125 | 9                | "O Presente" "The Gift"                                                                  | Ben Bocquelet, Mark Evans, Louise Coats, Joe Parham, Daniel Berg, Nathan Auerbach, e Tobi Wilson | 28 de agosto de 2015 (online) 3 de setembro de 2015 (TV) 14 de outubro de 2015 29 de fevereiro de 2016       | GB408              | 1.50                   |
| Gumball e Darwin planejam dar um presente especial a Masami. |                  |                                                                                          | | |                    |                        |
| 126 | 10               | "A Vaga (BR) O Estacionamento (PT)" "The Parking"                                        | Nathan Auerbach, Daniel Berg, Ben Bocquelet, Louise Coats, Mic Graves, Joe Parham e Tobi Wilson | 4 de setembro de 2015 12 de novembro de 2015 28 de março de 2016                                             | GB413              | 1.44                   |
| Os Wattersons tentam encontrar uma vaga no estacionamento do shopping de Elmore. |                  |                                                                                          | | |                    |                        |
| 127 | 11               | "A Rotina" "The Routine"                                                                 | Ben Bocquelet, Louise Coats, Nathan Auerbach, Daniel Berg, Andrew Jones, Ciaran Murtagh, Tom Neenan, Andy Wolton, Joe Parham e Tobi Wilson | 5 de outubro de 2015 21 de novembro de 2015 7 de março de 2016                                               | GB412              | 1.32                   |
| Ricardo, o pai de Gumball e Darwin, sai em uma jornada para procurar maionese. |                  |                                                                                          | | |                    |                        |
| 128 | 12               | "A Atualização" "The Upgrade"                                                            | Ben Bocquelet, Mic Graves, Louise Coats, Nathan Auerbach, Daniel Berg, Joe Parham e Tobi Wilson | 6 de outubro de 2015 2 de dezembro de 2015 14 de março de 2016                                               | GB415              | 1.26                   |
| Gumball e Darwin se arrependem quando começam a convencer Boberto, o robô a atualizar o seu sistema operacional. |                  |                                                                                          | | |                    |                        |
| 129 | 13               | "Os Quadrinhos (BR) O Livro de BD (PT)" "The Comic"                                      | Ben Bocquelet, Louise Coats, Andrew Jones, Ciaran Murtagh, Ollie Neck, Tobi Wilson e Matt Zeqiri | 7 de outubro de 2015 22 de janeiro de 2016 11 de julho de 2016                                               | GB419              | 1.13                   |
| Gumball descobre que Sarah criou um gibi que tem ele como um super-herói. |                  |                                                                                          | | |                    |                        |
| 130 | 14               | "O Romântico" "The Romantic"                                                             | Nathan Auerbach, Daniel Berg, Ben Bocquelet, Louise Coats, Joe Parham e Tobi Wilson | 8 de outubro de 2015 2 de janeiro de 2016 18 de julho de 2016                                                | GB414              | 1.39                   |
| Penny, a namorada do Gumball, faz uma jornada desvendando pistas que são na verdade, uma surpresa romântica. |                  |                                                                                          | | |                    |                        |
| 131 | 15               | "Os Vídeos (BR) Os Carregamentos (PT)" "The Uploads"                                     | Ben Bocquelet, Louise Coats, Nathan Auerbach, Daniel Berg, Andrew Jones, Ciaran Murtagh, Joe Parham e Tobi Wilson | 9 de outubro de 2015 14 de janeiro de 2016 25 de julho de 2016                                               | GB420              | 1.24                   |
| Gumball e Darwin assistem vídeos virais na internet. |                  |                                                                                          | | |                    |                        |
| 132 | 16               | "O Aprendiz" "The Apprentice"                                                            | Ben Bocquelet, Louise Coats, Phil Whelans, Daniel Berg, Nathan Auerbach, Mic Graves e Tobi Wilson | 4 de dezembro de 2015 (online) 7 de janeiro de 2016 (TV) 5 de outubro de 2015 21 de março de 2016            | GB411              | 1.16                   |
| Gumball decide que a melhor maneira de mostrar o seu valor para o Sr. Fitzgerald é tornar-se seu aprendiz. O único problema é que o Sr. Fitzgerald tem uma entrevista importante e o entusiasmo de Gumball faz mais mal do que bem.                                                                     |                  |                                                                                          | | |                    |                        |
| 133 | 17               | "O Abraço" "The Hug"                                                                     | Ben Bocquelet, Louise Coats, Andrew Jones, Ciaran Murtagh e Tobi Wilson | 11 de dezembro de 2015 (online) 14 de janeiro de 2016 (TV) 16 de outubro de 2015 13 de março de 2016         | GB405              | 1.08                   |
| Darwin acredita que Gumball está se tornando incrivelmente previsível, de forma que Gumball abraça alguém que ele não conhece. |                  |                                                                                          | | |                    |                        |
| 134 | 18               | "A Malvada" "The Wicked"                                                                 | Ben Bocquelet, Mic Graves, Louise Coats, Timothy Mills, Nathan Auerbach, Joe Parham e Tobi Wilson | 18 de dezembro de 2015 (online) 21 de janeiro de 2016 (TV) 22 de novembro de 2015 1 de agosto de 2016        | GB417              | 1.54                   |
| Gumball e Darwin tentam encontrar uma única boa qualidade em sua vizinha, Margaret Robinson. |                  |                                                                                          | | |                    |                        |
| 135 | 19               | "O Traidor" "The Traidor"                                                                | Ben Bocquelet, Guillaume Cassuto, Daniel Berg, Nathan Auerbach, Joe Parham e Tobi Wilson | 28 de dezembro de 2015 (online) 28 de janeiro de 2016 (TV) 11 de abril de 2016 5 de dezembro de 2016         | GB422              | 1.32                   |
| Gumball tenta provar que Alan é um traidor. |                  |                                                                                          | | |                    |                        |
| 136–137 | 20–21            | "As Origens"(Quinto Especial de O Incrível Mundo de Gumball) "The Origins"               | Ben Bocquelet, Mic Graves, Louise Coats, Daniel Berg, Nathan Auerbach, Joe Parham e Tobi Wilson (Parte 1) Ben Bocquelet, Mic Graves, Louise Coats, Andrew Jones, Ciaran Murtagh, Daniel Berg, Nathan Auerbach, Joe Parham e Tobi Wilson (Parte 2) | 15 de fevereiro de 2016 15 de fevereiro de 2016 8 de agosto de 2016 (Parte 1) 15 de agosto de 2016 (Parte 2) | GB416-GB418        | 2.17                   |
| Parte 1: O episódio mostra como Gumball adotou Darwin como seu peixinho de estimação. Parte 2: Após ser jogado acidentalmente na privada, Darwin deve encontrar o caminho de volta para Elmore. Nota: Esse é o primeiro episódio da série de O Incrível Mundo de Gumball a ser dividido em duas partes. |                  |                                                                                          | | |                    |                        |
| 138 | 22               | "A Namorada" "The Girlfriend"                                                            | Ben Bocquelet, Mic Graves, Louise Coats, Joe Parham, Tobi Wilson, Nathan Auerbach e Daniel Berg | 4 de março de 2016 (online) 30 de março de 2016 (TV) 1 de maio de 2016 6 de fevereiro de 2017                | GB426              | 1.18                   |
| Jamie acredita que precisa de um namorado, e ela decidiu que Darwin é o melhor candidato. |                  |                                                                                          | | |                    |                        |
| 139 | 23               | "Os Conselhos" "The Advice"                                                              | Ben Bocquelet, Mic Graves, Louise Coats, Joe Parham, Tobi Wilson, Nathan Auerbach e Daniel Berg | 22 de janeiro de 2016 (online) 21 de abril de 2016 (TV) 18 de abril de 2016 12 de dezembro de 2016           | GB421              | 1.12                   |
| Sr. Pequeno acredita não ter inspirado os alunos de Elmore Junior High, então Gumball e Darwin tentam levantar seu ânimo. |                  |                                                                                          | | |                    |                        |
| 140 | 24               | "O Sinal" "The Signal"                                                                   | Ben Bocquelet, Mic Graves, Joe Parham, Andrew Jones, Ciaran Murtagh e Tobi Wilson | 29 de janeiro de 2016 (online) 28 de abril de 2016 (TV) 25 de abril de 2016 19 de dezembro de 2016           | GB423              | 1.28                   |
| Coisas estranhas acontecem a Gumball que acidentalmente ofendem o Darwin. |                  |                                                                                          | | |                    |                        |
| 141 | 25               | "A Parasita" "The Parasite"                                                              | Ben Bocquelet, Nathan Auerbach, Daniel Berg, Guillaume Cassuto e Tobi Wilson | 18 de março de 2016 (online) 12 de maio de 2016 (TV) 21 de maio de 2016 2 de janeiro de 2017                 | GB425              | 1.04                   |
| Gumball e Darwin leem o diário da Anais e descobrem que seu relacionamento com uma nova amiga é unilateral. |                  |                                                                                          | | |                    |                        |
| 142 | 26               | "O Amor" "The Love"                                                                      | Ben Bocquelet, Tobi Wilson, Andrew Jones, Ciaran Murtagh e Joe Parham | 18 de março de 2016 (online) 12 de maio de 2016 (TV) 2 de junho de 2016 9 de janeiro de 2017                 | GB427              | 1.14                   |
| Os habitantes de Elmore explicam a Boberto o significado do amor. |                  |                                                                                          | | |                    |                        |
| 143 | 27               | "A Estranheza" "The Awkwardness"                                                         | Ben Bocquelet, Guillaume Cassuto, Nathan Auerbach, Daniel Berg, Joe Parham e Tobi Wilson | 25 de março de 2016 (online) 19 de maio de 2016 (TV) 16 de junho de 2016 16 de janeiro de 2017               | GB430              | 1.10                   |
| Gumball está andando na mesma direção que o Homem Cachorro-Quente, e quanto mais continuam, mais estranho fica. |                  |                                                                                          | | |                    |                        |
| 144 | 28               | "O Ninho" "The Nest"                                                                     | Ben Bocquelet, Guillaume Cassuto, Nathan Auerbach, Daniel Berg e Tobi Wilson | 17 de maio de 2016 26 de maio de 2016 28 de maio de 2016 23 de janeiro de 2017                               | GB424              | 1.05                   |
| Os Wattersons estão chocados por seus vizinhos terem desaparecido nos últimos dias. Eles procuram por pistas e chegam a conclusão de que a Tartaruga Maligna é a causadora disso. |                  |                                                                                          | | |                    |                        |
| 145 | 29               | "Os Pontos" "The Points"                                                                 | Ben Bocquelet, Joe Parham, Tobi Wilson, Nathan Auerbach e Daniel Berg | 18 de maio de 2016 2 de junho de 2016 24 de junho de 2016 30 de janeiro de 2017                              | GB431              | 1.41                   |
| Para que Tobias deixe Gumball e Darwin usarem os seus pontos em um jogo eletrônico, eles terão que fazer as tarefas dele. |                  |                                                                                          | | |                    |                        |
| 146 | 30               | "O Ônibus (BR) O Autocarro (PT)" "The Bus"                                               | Ben Bocquelet, Mic Graves, Joe Parham, Nathan Auerbach, Daniel Berg e Tobi Wilson | 9 de junho de 2016 6 de julho de 2016 12 de junho de 2017 19 de novembro de 2016                             | GB429              | 1.15                   |
| Rocky e alguns dos pais dos alunos tentam ensinar para eles que faltar a aula não é certo, mas tudo dá errado quando eles descobrem que estão sendo enganados. |                  |                                                                                          | | |                    |                        |
| 147 | 31               | "A Noite" "The Night"                                                                    | Ben Bocquelet, Guillaume Cassuto, Nathan Auerbach, Daniel Berg, Joe Parham e Tobi Wilson | 16 de junho de 2016 14 de julho de 2016 19 de junho de 2017 19 de novembro de 2016                           | GB428              | 1.32                   |
| A Lua examina os sonhos e pesadelos dos moradores de Elmore. |                  |                                                                                          | | |                    |                        |
| 148 | 32               | "Os Mal-Entendidos" "The Misunderstandings"                                              | Ben Bocquelet, Tobi Wilson, Andrew Jones, Ciaran Murtagh e Joe Parham | 23 de junho de 2016 11 de agosto de 2016 26 de junho de 2017 20 de novembro de 2016                          | GB433              | 1.45                   |
| Gumball está a caminho de seu encontro com a Penny e passa por uma série de mal-entendidos até lá. |                  |                                                                                          | | |                    |                        |
| 149 | 33               | "As Raízes" "The Roots"                                                                  | Ben Bocquelet, Tobi Wilson, Nathan Auerbach, Daniel Berg e Joe Parham | 15 de agosto de 2016 27 de agosto de 2016 3 de julho de 2017 2 de dezembro de 2016                           | GB435              | 1.08                   |
| A família tenta fazer com que Darwin se conecte com suas raízes de peixe. |                  |                                                                                          | | |                    |                        |
| 150 | 34               | "A Culpa" "The Blame"                                                                    | Ben Bocquelet, Louise Coats, Guillaume Cassuto, Nathan Auerbach, Daniel Berg, Joe Parham e Tobi Wilson | 16 de agosto de 2016 2 de setembro de 2016 10 de julho de 2017 20 de novembro de 2016                        | GB434              | 1.43                   |
| Billy desmaia depois de jogar video games e sua mãe tenta proibi-los. |                  |                                                                                          | | |                    |                        |
| 151 | 35               | "O Tapa(BR) A Palmada (PT)" "The Slap"                                                   | Ben Bocquelet, Joe Parham, Joe Markham, John Sheerman e Tobi Wilson | 17 de agosto de 2016 10 de setembro de 2016 17 de julho de 2017 26 de novembro de 2016                       | GB432              | 1.46                   |
| Tobias ofende o Gumball quando ele não lhe dá um tapa no bumbum como fez com os outros alunos. |                  |                                                                                          | | |                    |                        |
| 152 | 36               | "A Detetive" "The Detective"                                                             | Ben Bocquelet, Tobi Wilson, Nathan Auerbach, Daniel Berg e Joe Parham | 18 de agosto de 2016 16 de setembro de 2016 24 de julho de 2017 26 de novembro de 2016                       | GB437              | 1.11                   |
| A boneca da Anais desaparece e ela suspeita que Gumball e Darwin a pegaram. |                  |                                                                                          | | |                    |                        |
| 153 | 37               | "A Fúria" "The Fury"                                                                     | Ben Bocquelet, Mic Graves, Louise Coats, Nathan Auerbach, Daniel Berg, Guillaume Cassuto, Joe Parham e Tobi Wilson | 19 de agosto de 2016 28 de setembro de 2016 31 de julho de 2017 27 de novembro de 2016                       | GB439              | 1.28                   |
| Uma estranha figura se aproxima e insulta Nicole, as crianças são surpreendidas quando Nicole não revida o insulto. |                  |                                                                                          | | |                    |                        |
| 154 | 38               | "O Conjunto (BR) A Compilação (PT)" "The Compilation"                                    | Ben Bocquelet, Rikke Asbjorn, James Hamilton, James Huntrods, Joe Markham, John Sheerman e Tobi Wilson | 25 de agosto de 2016 18 de outubro de 2016 13 de setembro de 2018 27 de novembro de 2016                     | GB440              | 1.17                   |
| Um compilado dos vídeos mais loucos e engraçados dos habitantes de Elmore já enviados para a Internet. |                  |                                                                                          | | |                    |                        |
| 155 | 39               | "O Golpe (BR) O Esquema (PT)" "The Scam (Sexto Especial de O Incrível Mundo de Gumball)" | Ben Bocquelet, Joe Parham, Nathan Auerbach, Daniel Berg, Guillaume Cassuto e Tobi Wilson | 27 de outubro de 2016 15 de maio de 2016 9 de agosto de 2016 13 de fevereiro de 2017 3 de dezembro de 2016   | GB436              | 1.14                   |
| Gumball, Darwin e Carrie convencem seus colegas de que a escola é mal-assombrada. |                  |                                                                                          | | |                    |                        |
| 156 | 40               | "O Desastre" "The Disaster (Parte 1)"                                                    | Ben Bocquelet, Joe Parham, Andrew Jones, Ciaran Murtagh e Tobi Wilson | 5 de setembro de 2016 25 de outubro de 2016 7 de agosto de 2017 25 de março de 2017                          | GB438              | 1.19                   |
| Rob compra um controle remoto que controla o tempo e ele viaja de volta no tempo para estragar a vida de Gumball como uma espécie de vingança. |                  |                                                                                          | | |                    |                        |

### 5ª Temporada (2016-2017)
A série foi renovada para uma quinta temporada em 2 de junho de 2014. Como as três temporadas anteriores, também terá um total de 40 episódios e foi ao ar em 5 de setembro de 2016 durante a exibição da quarta temporada.
| Episódio (série) | Episódio (temp.) | Título                                                | Escrito por | Exibição original                                                                           | Código de produção | Audiência (em milhões) |
| --- | ---------------- | ----------------------------------------------------- | --- | ------------------------------------------------------------------------------------------- | ------------------ | ---------------------- |
| 157 | 1                | "A Reprise (BR) A Repetição (PT) The Rerun (Parte 2)" | Ben Bocquelet, Joe Parham, Nathan Auerbach, Daniel Berg e Tobi Wilson                                                                         | 5 de setembro de 2016 11 de novembro de 2016 5 de junho de 2017 25 de março de 2017         | GB501              | 1.19                   |
| Quando vimos Gumball pela última vez, ele estava retrocedendo o universo para impedir Rob de encontrar o controle remoto bem a tempo de salvar a si mesmo de ser preso no vazio. O controle remoto está agora retrocedendo Gumball de volta ao começo daquele dia desastroso. Armado com o conhecimento, ele volta no tempo antes de Rob ir na loja e comprar o controle. Gumball deve impedir Rob de destruir sua vida. |                  |                                                       | |                                                                                             |                    |                        |
| 158 | 2                | "As Histórias (BR / PT) The Stories"                  | Ben Bocquelet, Joe Parham, Tobi Wilson, Andrew Jones e Ciaran Murtagh                                                                         | 1 de setembro de 2016 22 de novembro de 2016 14 de agosto de 2017 26 de março de 2017       | GB502              | 1.02                   |
| Molly recebe treinamento de algumas pessoas para melhorar sua narração. |                  |                                                       | |                                                                                             |                    |                        |
| 159 | 3                | "O Cara (BR) O Tipo (PT) The Guy"                     | Ben Bocquelet, Joe Parham, Tobi Wilson, Joe Markham, e John Sheerman                                                                          | 8 de setembro de 2016 27 de novembro de 2016 21 de agosto de 2017 26 de março de 2017       | GB503              | 1.21                   |
| Gumball e Darwin conhecem o novo amigo de Anais, Josh, fazendo eles darem uma série de testes, para ver se ele é bom o suficiente para sua irmã. No entanto, quando os métodos extremos dos meninos começam a pirandar Josh, ele questiona se ser amigo de Anais vale a pena. Então, Gumball e Darwin acabam convencendo Josh a dar para Anais uma segunda chance. |                  |                                                       | |                                                                                             |                    |                        |
| 160 | 4                | "O Tédio (BR) A Seca (PT) The Boredom"                | Ben Bocquelet, Louise Coats, Joe Parham, Tobi Wilson, Nathan Auerbach, Daniel Berg, James Hamilton, James Huntrods, Joe Markham e Jess Ransom | 15 de setembro de 2016 30 de novembro de 2016 28 de agosto de 2017 1 de abril de 2017       | GB504              | 0.94                   |
| Gumball e Darwin procuram por uma aventura enquanto andam por Elmore. |                  |                                                       | |                                                                                             |                    |                        |
| 161 | 5                | "A Visão (BR / PT) The Vision"                        | Ben Bocquelet, Tobi Wilson, Joe Markham, John Sheerman, Joe Parham e Jess Ransom                                                              | 6 de outubro de 2016 3 de dezembro de 2016 4 de setembro de 2017 1 de abril de 2017         | GB511              | 1.09                   |
| Gumball e Darwin usam a memória USB do Alan e descobrem algo manifesto em seus planos. |                  |                                                       | |                                                                                             |                    |                        |
| 162 | 6                | "As Escolhas (BR / PT) The Choices"                   | Ben Bocquelet, Jon Foster, James Lamont, Tobi Wilson, Nathan Auerbach, Daniel Berg e Joe Parham                                               | 13 de outubro de 2016 23 de dezembro de 2016 11 de setembro de 2017 7 de maio de 2017       | GB503              | 1.15                   |
| Durante um desastroso jantar em família, Nicole pensa em como seria a sua vida se ela não tivesse conhecido Ricardo. |                  |                                                       | |                                                                                             |                    |                        |
| 163 | 7                | "O Código (BR / PT) The Code"                         | Ben Bocquelet, Joe Parham, Tobi Wilson, Andrew Jones, Ciaran Murtagh, Joe Markham, Jess Ransom e John Sheerman                                | 20 de outubro de 2016 2 de janeiro de 2017 18 de setembro de 2017 2 de abril de 2017        | TBA                | 1.14                   |
| Gumball e Darwin tentam lidar com uma vida sem internet. |                  |                                                       | |                                                                                             |                    |                        |
| 164 | 8                | "O Teste (BR / PT) The Test"                          | Ben Bocquelet, Joe Parham, Tobi Wilson, Nathan Auerbach, Daniel Berg, Joe Markham, Jess Ransom e John Sheerman                                | 3 de novembro de 2016 13 de janeiro de 2017 25 de setembro de 2017 2 de abril de 2017       | TBA                | 1.20                   |
| Gumball faz um teste on-line e é rotulado de "perdedor", então ele decide manter em todas as suas observações sarcásticas ... o que torna Gumball doente e transforma sua realidade em um seriado de família excessivamente clichê estrelado por Tobias. |                  |                                                       | |                                                                                             |                    |                        |
| 165 | 9                | "O Aplicativo (BR) O Deslize (PT) The Slide"          | Ben Bocquelet, Tobi Wilson, James Hamilton, James Huntrods e Joe Parham                                                                       | 10 de novembro de 2016 1 de fevereiro de 2017 2 de outubro de 2017 8 de abril de 2017       | TBA                | 1.07                   |
| Depois de perder a garota de seus sonhos, Rocky recebe ajuda de Gumball e Darwin para encontrá-la em um novo aplicativo de namoro. |                  |                                                       | |                                                                                             |                    |                        |
| 166 | 10               | "A Brecha (BR) A Lacuna(PT) The Loophole"             | Ben Bocquelet, Joe Parham, Tobi Wilson, James Hamilton, James Huntrods e Joe Markham                                                          | 17 de novembro de 2016 2 de fevereiro de 2017 9 de outubro de 2017 8 de abril de 2017       | TBA                | 1.10                   |
| Gumball e Darwin tentam ensinar Boberto a ajudar as pessoas, mas ele continua tomando as coisas literalmente. Quando eles dizem a ele para proteger a vida a todo custo e para parar quaisquer perigos potenciais, ele decide erradicar toda a vida na Terra. |                  |                                                       | |                                                                                             |                    |                        |
| 167 | 11               | "Os Imitadores (BR/PT) The Copycats"                  | Ben Bocquelet, Tobi Wilson, James Hamilton, James Huntrods e Joe Markham                                                                      | 6 de fevereiro de 2017 1 de maio de 2017 11 de dezembro de 2017 27 de maio de 2017          | GB517              | 1.01                   |
| Gumball e Darwin encontram seus colegas chineses, Chi Chi e Ribbit, que imitam tudo o que fazem. Logo a família inteira, menos Anais, enfrentam fora com suas cópias indo mais adicional com suas acrobacias ultrajantes. Nota: A família rip-off chinesa é baseada em Miracle Star, um verdadeiro show de rip-off chinês da série. Este é o último episódio com os americanos Jacob Hopkins e Terrell Ransom Jr. como Gumball e Darwin e o primeiro a apresentar Nicolas Cantu e Donielle Hansley, Jr. como suas substituições. |                  |                                                       | |                                                                                             |                    |                        |
| 168 | 12               | "A Batata (BR / PT) The Potato"                       | Mic Graves, Joe Markham, Jess Ransom, Andrew Jones, Ciaran Murtagh e Tobi Wilson                                                              | 7 de fevereiro de 2017 2 de maio de 2017 13 de novembro de 2017 21 de maio de 2017          | GB519              | 0.96                   |
| Darwin deixa de comer batatas depois de pensar que Batata está o odiando por isso. |                  |                                                       | |                                                                                             |                    |                        |
| 169 | 13               | "A Confusão (BR/PT) The Fuss"                         | Ben Bocquelet, Joe Parham, Tobi Wilson, James Hamilton, James Huntrods e Joe Markham                                                          | 8 de fevereiro de 2017 3 de maio de 2017 16 de outubro de 2017 7 de maio de 2017            | GB513              | 0.91                   |
| Nicole tenta esconder toda a sua raiva, e falha, desapontando Ricardo e as crianças quando não conseguem se lembrar de seu dia especial. |                  |                                                       | |                                                                                             |                    |                        |
| 170 | 14               | "A Liberdade (BR) O Exterior (PT) The Outside"        | Ben Bocquelet, Mic Graves, Tobi Wilson, James Hamilton, James Huntrods, Jess Ransom e Joe Markham                                             | 9 de fevereiro de 2017 4 de maio de 2017 4 de dezembro de 2017 28 de maio de 2017           | TBA                | 1.07                   |
| Quando a família vai visitar o pai alienado de Ricardo, Frankie, que vive em um reboque na cidade, eles assumem que ele fez tempo demais na prisão com base em sua ausência prolongada da vida de Ricardo e tentar fazê-lo se sentir mais em casa. |                  |                                                       | |                                                                                             |                    |                        |
| 171 | 15               | "O Vaso (BR) O Pote (PT) The Vase"                    | Ben Bocquelet, Joe Parham, Tobi Wilson, Mic Graves, James Hamilton, James Huntrods, Joe Markham e Jess Ransom                                 | 13 de fevereiro de 2017 5 de maio de 2017 30 de outubro de 2017 20 de maio de 2017          | GB515              | 1.08                   |
| Nicole incentiva as crianças a tomar suas próprias decisões e pede para que elas quebrem o vaso que sua vó o deu. |                  |                                                       | |                                                                                             |                    |                        |
| 172 | 16               | "O Cupido (BR) O Casamenteiro (PT) The Matchmaker"    | Ben Bocquelet, Mic Graves, Joe Parham, Tobi Wilson, Andrew Jones, Ciaran Murtagh, James Hamilton e Joe Markham                                | 14 de fevereiro de 2017 2 de março de 2017 27 de dezembro de 2017 21 de outubro de 2017     | GB522              | 1.03                   |
| Gumball acha que Darwin está apaixonado por Teri e pede a ajuda da Carrie para fazê-los se aproximarem. |                  |                                                       | |                                                                                             |                    |                        |
| 173 | 17               | "A Caixa (BR / PT) The Box"                           | Ben Bocquelet, Mic Graves, Joe Parham, Tobi Wilson, Brydie Lee-Kennedy, Joe Markham e James Hamilton                                          | 15 de fevereiro de 2017 5 de março de 2017 27 de dezembro de 2017 15 de outubro de 2017     | TBA                | 1.01                   |
| Os Wattersons recebem um pacote não marcado no correio, e se tornam loucos, tentando descobrir o que poderia ter lá dentro. |                  |                                                       | |                                                                                             |                    |                        |
| 174 | 18               | "O Console (BR) A Consola (PT) The Console"           | Ben Bocquelet, Tobi Wilson, Nathan Auerbach, Daniel Berg, Joe Markham e Joe Parham                                                            | 16 de fevereiro de 2017 10 de maio de 2017 30 de outubro de 2017 28 de maio de 2017         | GB510              | 0.97                   |
| Gumball recebe um console de jogos de vídeo game para o seu aniversário que transforma Elmore em um jogo de RPG japonês. |                  |                                                       | |                                                                                             |                    |                        |
| 175 | 19               | "A Manobra (BR) O Ollie (PT) The Ollie"               | Ben Bocquelet, Joe Parham, James Hamilton, James Huntrods, Joe Markham, Tim Mills, Simon Landrein e Tobi Wilson                               | 20 de fevereiro de 2017 11 de maio de 2017 6 de novembro de 2017 20 de maio de 2017         | TBA                | 1.30                   |
| Gumball ensina Darwin tudo o que ele sabe sobre o mundo do skate que, neste caso, é um monte de mentiras e exageros. |                  |                                                       | |                                                                                             |                    |                        |
| 176 | 20               | "Os Enganadores (BR) O Perfil Falso (PT) The Catfish" | Ben Bocquelet, Joe Parham, Tobi Wilson, James Hamilton, James Huntrods, Jess Ransom e Joe Markham                                             | 21 de fevereiro de 2017 12 de maio de 2017 18 de dezembro de 2017 27 de maio de 2017        | GB520              | 1.14                   |
| Quando Gumball e Darwin percebem que o Vovô Louie não tem amigos, eles criam uma nova amizade com Muriel. Qando a Vovó Jojo descobre que Louie passou tempo demais online com outra "mulher", Muriel não vai desistir que sua amizade seja destruída pela Vovó. |                  |                                                       | |                                                                                             |                    |                        |
| 177 | 21               | "O Ciclo (BR / PT) The Cycle"                         | Ben Bocquelet, Joe Parham, Tobi Wilson, Andrew Jones, Ciaran Murtagh, James Hamilton e Jess Ransom                                            | 22 de fevereiro de 2017 25 de maio de 2017 25 de dezembro de 2017 14 de outubro de 2017     | GB523              | 1.14                   |
| Gumball, Darwin e Anais ajudam Ricardo a se vingar do pai de Tobias, Harold, que o intimidou desde que ele o preparou para ser o rei do baile na escola. |                  |                                                       | |                                                                                             |                    |                        |
| 178 | 22               | "As Estrelas (BR / PT) The Stars"                     | Ben Bocquelet, Mic Graves, Joe Parham, Tobi Wilson, Andrew Jones, Ciaran Murtagh e Joe Markham                                                | 23 de fevereiro de 2017 2 de abril de 2017 26 de dezembro de 2017 15 de outubro de 2017     | GB524              | 0.92                   |
| Quando Ricardo dá a Larry, o cabeleireiro, uma revisão ruim para dizer que ele é careca, ele é oferecido para um corte de cabelo livre. Isso inspira Gumball e Darwin para ir em uma série de revisão e alvo onde Larry é forçado a dar-lhes coisas com a ameaça de uma revisão ruim - e todos os outros tornam-se paranoicos de dizer ou fazer qualquer coisa com medo de obter zero estrelas. |                  |                                                       | |                                                                                             |                    |                        |
| 179 | 23               | "As Notas (BR / PT) The Grades"                       | Ben Bocquelet, Joe Parham, Tobi Wilson, Andrew Jones, Ciaran Murtagh e James Hamilton                                                         | 27 de fevereiro de 2017 22 de abril de 2017 28 de dezembro de 2017 21 de outubro de 2017    | GB526              | 0.85                   |
| Senhorita Simio descobre um teste falhado no passado do Gumball que reduz a sua média pontuação e força Gumball a voltar ao jardim de infância. No entanto, com Gumball rebaixado, Senhorita Simio se colocou em perigo de ser demitida por não ter alunos suficientes, então ela deve fazer Gumball passar seu último exame por qualquer meio necessário. |                  |                                                       | |                                                                                             |                    |                        |
| 180 | 24               | "A Dieta (BR / PT) The Diet"                          | Ben Bocquelet, Mic Graves, Tobi Wilson, James Hamilton, James Huntrods, Jess Ransom, Joe Markham e Joe Parham                                 | 28 de fevereiro de 2017 13 de abril de 2017 28 de dezembro de 2017 22 de outubro de 2017    | GB526              | 0.83                   |
| Gumball e Darwin ajudam Ricardo a perder peso, mas sua nova pessoa, torna-se uma dor para todos ao seu redor. |                  |                                                       | |                                                                                             |                    |                        |
| 181 | 25               | "O Ex (BR / PT) The Ex"                               | Ben Bocquelet, Mic Graves, Joe Parham, Tobi Wilson, Joe Markham, Jon Purkis, Tom Neenan e James Hamilton                                      | 1 de março de 2017 1 de maio de 2017 6 de novembro de 2017 22 de outubro de 2017            | GB527              | ASA                    |
| Quando Gumball descobre que seu inimigo, Rob, encontrou um novo inimigo, Gumball tenta sabotar o novo "inimigo" de Rob. |                  |                                                       | |                                                                                             |                    |                        |
| 182 | 26               | "O Feiticeiro (BR/PT The Sorcerer"                    | Ben Bocquelet, Joe Parham, Tobi Wilson, Jack Bernhardt e Joe Markham                                                                          | 2 de março de 2017 22 de maio de 2017 20 de novembro de 2017 21 de maio de 2017             | TBA                | 1.16                   |
| Gumball se recusa a aceitar que ele é o único garoto na escola sem poderes especiais e convence a mãe do gigante Hector, para levá-lo como seu aprendiz - e acaba soltando um troll gigante em Elmore. |                  |                                                       | |                                                                                             |                    |                        |
| 183 | 27               | "O Menu (BR/PT) The Menu"                             | Ben Bocquelet, James Hamilton, Tobi Wilson e James Huntrods                                                                                   | 6 de março de 2017 22 de abril de 2017 7 de novembro de 2017 4 de novembro de 2017          | GB529              | ASA                    |
| A joia do prêmio no menu secreto de Joyful Burger é um hambúrguer misterioso, mas para pegá-lo, um cliente necessita saber seu nome. Quando Larry se recusa a dizer aos Wattersons, Ricardo, Gumball e Darwin precisam ir para outra dimensão para descobrirem. |                  |                                                       | |                                                                                             |                    |                        |
| 184 | 28               | "O Tio (BR / PT) The Uncle"                           | Ben Bocquelet, Mic Graves, Joe Markham, Tobi Wilson, Jack Bernhardt, James Huntrods e James Hamilton                                          | 7 de março de 2017 10 de maio de 2017 7 de novembro de 2017 5 de novembro de 2017           | GB531              | 0.87                   |
| Gumball tenta se tornar amigo de Oito, depois que ele acredita que seu tio é o famoso Mário Bros. |                  |                                                       | |                                                                                             |                    |                        |
| 185 | 29               | "A Esquisita (BR/PT) The Weirdo"                      | Ben Bocquelet, Mic Graves, James Hamilton, Joe Parham, Tobi Wilson, Andrew Jones, Ciaran Murtagh, Joe Markham e Jess Ransom                   | 8 de março de 2017 14 de maio de 2017 6 de novembro de 2017 4 de novembro de 2017           | TBA                | 0.87                   |
| Gumball e Darwin tentam ajudar Sussie a ser menos um pouquinho estranha depois de vê-la ficando intimidada ... até que eles aprendem o que é ter a vida dela, usando seus olhos arregalados. |                  |                                                       | |                                                                                             |                    |                        |
| 186 | 30               | "O Assalto (BR / PT) The Heist"                       | Ben Bocquelet, Mic Graves, Tobi Wilson, Tom Neenan, Jon Purkis, James Hamilton, and Joe Markham                                               | 9 de março de 2017 26 de maio de 2017 8 de novembro de 2017 5 de novembro de 2017           | GB532              | 0.97                   |
| Um acidente com um capacete de motocicleta faz com que Ricardo receba $2 milhões. Com a polícia tentando encontrar o ladrão, os Wattersons discutem se o dinheiro deve ser devolvido ou se eles devem gastá-lo. |                  |                                                       | |                                                                                             |                    |                        |
| 187 | 31               | "A Cantoria (BR) As Canções (PT) The Singing"         | Ben Bocquelet, Mic Graves, Tobi Wilson, Tom Neenan, Jon Purkis, James Hamilton e Joe Markham                                                  | 1 de setembro de 2017 27 de abril de 2018 28 de maio de 2018 18 de novembro de 2017         | GB540              | 0.92                   |
| Junte-se aos cidadãos de Elmore para uma música e dê uma dança espetacular que fará com que as pessoas cobrem seus ouvidos com alegria. |                  |                                                       | |                                                                                             |                    |                        |
| 188 | 32               | "A Melhor (BR) O Melhor (PT) The Best"                | Ben Bocquelet, Jess Ransom, Tobi Wilson, James Hamilton, James Huntrods, Joe Markham e Joe Parham                                             | 8 de setembro de 2017 25 de outubro de 2017 9 de novembro de 2017 12 de novembro de 2017    | TBA                | 0.78                   |
| Não importa o que Gumball faça, Carmen acha que sabe melhor; Quando Gumball tenta ganhar o terreno moral alto, mas falha, sua única opção é trazer Carmen para o seu nível. |                  |                                                       | |                                                                                             |                    |                        |
| 189 | 33               | "O Pior (BR)/(PT) The Worst"                          | Ben Bocquelet, Tobi Wilson, Tom Neenan, Jon Purkis, James Hamilton, Joe Markham e Jess Ransom                                                 | 15 de setembro de 2017 25 de outubro de 2017 10 de novembro de 2017 12 de novembro de 2017  | GB539              | 0.88                   |
| Os Wattersons competem sobre quem tem a pior vida. |                  |                                                       | |                                                                                             |                    |                        |
| 190 | 34               | "O Trato (BR) O Acordo (1) (PT) The Deal"             | Ben Bocquelet, Mic Graves, James Hamilton, Jess Ransom, Bec Hill, Jonathan Leigh Wright e Joe Markham                                         | 22 de setembro de 2017 12 de janeiro de 2018 28 de maio de 2018 18 de novembro de 2017      | TBA                | 0.81                   |
| Ricardo entra em greve para provar que seu trabalho em torno da casa é pouco apreciado por Nicole. |                  |                                                       | |                                                                                             |                    |                        |
| 191 | 35               | "As Pétalas (BR)/(PT) The Petals"                     | Ben Bocquelet, Jess Ransom, Tobi Wilson, James Hamilton, James Huntrods e Joe Markham                                                         | 29 de setembro de 2017 24 de outubro de 2017 8 de novembro de 2017 19 de novembro de 2017   | GB533              | TBA                    |
| Quando as pétalas de Leslie começam a cair, ele parece que sua boa aparência desaparece, então Gumball e Darwin usam tudo o que sabem sobre estilo e beleza para tentar ajudá-lo. |                  |                                                       | |                                                                                             |                    |                        |
| 192 | 36               | "Os Fantoches (BR)/(PT) The Puppets"                  | Ben Bocquelet, Joseph Pelling, Rebeca Sloan, Louise Coats, James Hamilton, Tobi Wilson, Tom Neenan, e Jon Purkis                              | 6 de outubro de 2017 26 de janeiro de 2018 4 de junho de 2018 13 de janeiro de 2018         | GB537              | 0.86                   |
| Enquanto procuravam coisas antigas para vender na venda de garagem de sua mãe, Darwin encontra uma caixa de fantoches que Gumball quer jogar fora, mas Darwin, que não quer deixar seus brinquedos de infância favoritos, começa a brincar com eles, levando ele e Gumball para uma bizarra terra de fantoches onde seus brinquedos de infância querem brincar com eles para sempre. |                  |                                                       | |                                                                                             |                    |                        |
| 193 | 37               | "O Incômodo (BR) O Incómodo (PT) The Nuisance"        | Ben Bocquelet, Jess Ransom, Tobi Wilson, Jack Bernhardt, James Hamilton, e Joe Markham                                                        | 13 de outubro de 2017 23 de outubro de 2017 9 de novembro de 2017 11 de novembro de 2017    | GB534              | 0.91                   |
| Os Wattersons temem o pior quando recebem um convite para uma reunião da prefeitura do prefeito de Elmore que os "oferece" uma nova casa em um novo bairro em outro estado a menos que se tornem cidadãos modelos. Mas quando o estilo de um cidadão modelo transforma os Wattersons, o prefeito revela a verdadeira razão pela qual ele quer se livrar dos Wattersons, a família deve fazer o que pode para tornar Elmore um pouco atraente para potenciais compradores ricos.                                                  |                  |                                                       | |                                                                                             |                    |                        |
| 194 | 38               | "A Fila (BR)/(PT) The Line"                           | Mic Graves, James Hamilton, Tobi Wilson, James Huntrods, Brydie Lee-Kennedy, Joe Markham, e Jess Ransom                                       | 20 de outubro de 2017 1 de março de 2018 30 de maio de 2018 11 de novembro de 2017          | GB538              | 0.88                   |
| Os Wattersons e toda a cidade de Elmore fazem o que for preciso para serem os primeiros a participarem da nova exibição do drama espacial de ficção científica inspirada na franquia Star Wars'. |                  |                                                       | |                                                                                             |                    |                        |
| 195 | 39               | "A Lista (BR)/(PT) The List"                          | Ben Bocquelet, James Hamilton, Jess Ransom, Brydie Lee-Kennedy, Joe Markham, Joe Parham, e Tobi Wilson                                        | 3 de novembro de 2017 15 de fevereiro de 2018 10 de novembro de 2017 19 de novembro de 2017 | GB535              | 0.99                   |
| Quando Gumball e Darwin descobrem que Nicole teve que desistir de seus objetivos de vida para ser esposa e mãe, a dupla decide ajudá-la a fazer suas tarefas domésticas e acabam levando a lista de metas que ela fez quando tinha dezesseis anos. |                  |                                                       | |                                                                                             |                    |                        |
| 196 | 40               | "O Noticiário (BR) As Notícias (PT) The News"         | Ben Bocquelet, Joe Parham, Tobi Wilson, Nathan Auderbach e Daniel Berg                                                                        | 10 de novembro de 2017 15 de setembro de 2017 27 de novembro de 2017 14 de outubro de 2017  | GB509              | 0.91                   |
| De perseguições da polícia até esportes, o Canal 6 Elmore News tem todas as histórias de Elmore. O apresentador experiente Kip Schlezinger traz as últimas notícias, esportes e tempo, mesmo quando não há absolutamente nada para relatar. |                  |                                                       | |                                                                                             |                    |                        |

### 6ª Temporada (2018-2019)
Em 22 de junho de 2016, o Cartoon Network anunciou que a série foi renovada para uma sexta temporada, contando com 44 episódios.
| Episódio (série) | Episódio (temp.) | Título                                                    | Escrito por | Exibição original                                                                       | Código de produção | Audiência (em milhões) |
| --- | ---------------- | --------------------------------------------------------- | --- | --------------------------------------------------------------------------------------- | ------------------ | ---------------------- |
| 197 | 1                | "A Rival (BR)/(PT) The Rival"                             | Ben Bocquelet, Joe Parham, Tobi Wilson, James Hamilton, Jon Purkis, e Joe Markham                                         | 5 de janeiro de 2018 4 de maio de 2018 2 de julho de 2018 13 de maio de 2018            | GB605              | 1.23                   |
| A chegada de Anais na casa dos Wattersons causa um grande incompreendimento entre ela, Gumball e Darwin. |                  |                                                           | |                                                                                         |                    |                        |
| 198 | 2                | "A Moça (BR) A Senhora (PT) The Lady"                     | Ben Bocquelet, Joe Markham, Tobi Wilson, e James Hamilton                                                                 | 5 de janeiro de 2018 1 de maio de 2018 11 de junho de 2018 12 de maio de 2018           | GB602              | 1.23                   |
| Gumball e Darwin descobrem que Ricardo se disfarça de mulher para que possa sair com um grupo de velhas senhoritas. |                  |                                                           | |                                                                                         |                    |                        |
| 199 | 3                | "O Trouxa (BR) O Otário (PT) The Sucker"                  | Ben Bocquelet, Joe Markham, Joe Parham, Jack Bernhardt, James Hamilton e Tobi Wilson                                      | 12 de janeiro de 2018 2 de maio de 2018 18 de junho de 2018 12 de maio de 2018          | GB603              | 0.91                   |
| Darwin acaba sendo detido com o Garoto Bomba, que decide fazer de Darwin o seu novo alvo. No entanto, ele é contraproducente quando Darwin arruína sua vida. |                  |                                                           | |                                                                                         |                    |                        |
| 200 | 4                | "Os Vegetais (BR) O Vegging (PT) The Vegging"             | Ben Bocquelet, Joe Parham, Tobi Wilson, James Hamilton, Tom Neenan, Andrew Jones, Joe Markham e Ciaran Murtagh            | 15 de janeiro de 2018 28 de maio de 2018 6 de agosto de 2018 26 de maio de 2018         | GB607              | 1.14                   |
| Gumball e Darwin só querem curtir o dia todo, mas acabam tendo que salvar o resto da família. |                  |                                                           | |                                                                                         |                    |                        |
| 201 | 5                | "O Único (BR/PT) The One"                                 | Ben Bocquelet, Joe Markham, Tobi Wilson, Andrew Jones, Ciaran Murtagh e James Hamilton                                    | 19 de janeiro de 2018 8 de março de 2018 9 de julho de 2018 19 de maio de 2018          | GB606              | 0.79                   |
| Tobias tenta ser o melhor amigo de Gumball. |                  |                                                           | |                                                                                         |                    |                        |
| 202 | 6                | "O Pai (BR)/(PT) The Father"                              | Ben Bocquelet, Tobi Wilson, James Hamilton, Jack Bernhardt w Joe Markham                                                  | 26 de janeiro de 2018 8 de maio de 2018 13 de agosto de 2018 19 de maio de 2018         | GB609              | 0.83                   |
| As crianças tentam ajudar Ricardo a arrumar as coisas com seu pai estranho e criminoso, Frankie. |                  |                                                           | |                                                                                         |                    |                        |
| 203 | 7                | "A Esquisitice (BR) O Embaraço (PT) The Cringe"           | Ben Bocquelet, Tobi Wilson, Joe Markham, Andrew Jones, Ciaran Murtagh, Joe Parham e James Hamilton                        | 2 de fevereiro de 2018 10 de maio de 2018 20 de agosto de 2018 20 de maio de 2018       | GB608              | 0.68                   |
| Gumball, mais uma vez, encontra o Cachorro Quente; desta vez para descobrir por que seu relacionamento com ele é tão estranho. |                  |                                                           | |                                                                                         |                    |                        |
| 204 | 8                | "A Jaula (BR) A Gaiola (PT) The Cage"                     | Ben Bocquelet, Joe Markham, Tobi Wilson e James Hamilton                                                                  | 9 de fevereiro de 2018 6 de janeiro de 2018 25 de junho de 2018 13 de maio de 2018      | GB604              | 0.81                   |
| Quando o Sr. Corneille (o professor de geografia de rãs pixelado por computador visto pela primeira vez em "Os Outros") reside na enfermeira da escola Band-Aid sobre como se machucou, Gumball e Darwin pensam que o Sr. Corneille é um artista de artes marciais e eles convencem o professor a enfrentar um lutador russo em uma partida de gaiolas para arrecadar dinheiro muito necessário para a escola. |                  |                                                           | |                                                                                         |                    |                        |
| 205 | 9                | "A Fé (BR) A Esperança (PT) The Faith"                    | Ben Bocquelet, Tobi Wilson, Joe Markham, Jack Bernhardt e Cariad Lloyd                                                    | 23 de fevereiro de 2018 30 de maio de 2018 10 de setembro de 2018 26 de maio de 2018    | GB611              | 0.87                   |
| Alan perdeu a fé na humanidade e transforma o mundo em preto e branco. Gumball deve superar seu ódio contra Alan para trazer a cor ao cantar. |                  |                                                           | |                                                                                         |                    |                        |
| 206 | 10               | "O Candidato (BR)/(PT) The Candidate"                     | Ben Bocquelet, Tobi Wilson, Joe Markham, Jon Purkis, Tom Neenan, James Hamilton, Jack Bernhardt, Joe Parham e Jess Ransom | 2 de março de 2018 31 de maio de 2018 17 de setembro de 2018                            | GB613              | 1.00                   |
| Quando os adultos criam uma gala de caridade para escola, Gumball, Darwin e Anais fazem uma campanha eleitoral com as outras crianças. |                  |                                                           | |                                                                                         |                    |                        |
| 207 | 11               | "O Alguém (BR) O Camaleão (PT) The Anybody"               | Mic Graves, Joe Parham, James Hamilton, Jon Purkis, Tom Neenan, Joe Markham e Jess Ransom                                 | 9 de março de 2018 24 de setembro de 2018 11 de novembro de 2018                        | TBA                | 0.87                   |
| Clayton cria uma troca entre a detenção de Gumball por dinheiro. |                  |                                                           | |                                                                                         |                    |                        |
| 208 | 12               | "O Pacto (BR) O Acordo (2) (PT) The Pact"                 | Ben Bocquelet, Tobi Wilson, Joe Markham, James Hamilton, Eddie Robson, Jack Bernhardt e Joe Parham                        | 9 de abril de 2018 9 de maio de 2018 3 de setembro de 2018 20 de maio de 2018           | TBA                | 0.85                   |
| Gumball e Diretor Brown criam um pacto para resolver os problemas que envolvem suas namoradas. |                  |                                                           | |                                                                                         |                    |                        |
| 209 | 13               | "O Vizinho (BR)/(PT) The Neighbor"                        | Ben Bocquelet, Mic Graves, Joe Markham, James Hamilton, Andrew Jones, Ciaran Murtagh, Joe Parham e Tobi Wilson            | 13 de abril de 2018 29 de maio de 2018 27 de agosto de 2018 26 de maio de 2018          | GB610              | 0.84                   |
| Gumball e Darwin tentam descobrir o nome de seu vizinho desconhecido. |                  |                                                           | |                                                                                         |                    |                        |
| 210 | 14               | "Os Casais (BR) A Casamenteira (PT) The Shippening"       | Ben Bocquelet, Joe Markham, James Hamilton, Jon Purkis, Tom Neenan e Joe Parham                                           | 20 de abril de 2018 1 de outubro de 2018                                                | GB616              | 0.86                   |
| Sarah encontra um caderno que faz todos os seus desenhos se tornarem realidade. |                  |                                                           | |                                                                                         |                    |                        |
| 211 | 15               | "O Cérebro (BR)/(PT) The Brain"                           | Ben Bocquelet, Mic Graves, Joe Parham, Joe Markham, Jack Bernhardt, Natasha Hodgson e Tobi Wilson                         | 18 de junho de 2018 8 de outubro de 2018                                                | GB615              | 0.49                   |
| Quando Anais acaba sofrendo de um terrível problema mental, os Wattersons devem encontrar uma cura para evitar o coma cerebral imediatamente. |                  |                                                           | |                                                                                         |                    |                        |
| 212 | 16               | "Os Pais (BR)/(PT) The Parents"                           | Ben Bocquelet, Joe Markham, James Hamilton, Gemma Arrowsmith e Tobi Wilson                                                | 18 de junho de 2018 15 de outubro de 2018                                               | TBA                | 0.52                   |
| Nicole reúne os seus antigos pais novamente em uma visita. |                  |                                                           | |                                                                                         |                    |                        |
| 213 | 17               | "O Fundador (BR)/(PT) The Founder"                        | Mic Graves, Joe Markham, James Hamilton, Gemma Arrowsmith e Tobi Wilson                                                   | 18 de junho de 2018 22 de outubro de 2018                                               | GB619              | 0.56                   |
| Ricardo provoca um caos no edifício Chanax ao ser confundido com o CEO. |                  |                                                           | |                                                                                         |                    |                        |
| 214 | 18               | "A Educação (BR) O Ensinamento (PT) The Schooling"        | Ben Bocquelet, Mic Graves, Joe Parham, Joe Markham, James Hamilton e Gemma Arrowsmith                                     | 18 de junho de 2018 29 de outubro de 2018                                               | GB618              | 0.71                   |
| Gumball e Darwin assumem o trabalho de Larry por 5 minutos e se dão conta de como seu trabalho é difícil. |                  |                                                           | |                                                                                         |                    |                        |
| 215 | 19               | "A Inteligência (BR)/(PT) The Intelligence"               | Mic Graves, Tobi Wilson, James Hamilton, Gemma Arrowsmith e Joe Markham                                                   | 18 de junho de 2018 7 de janeiro de 2019                                                | TBA                | 0.68                   |
| A tecnologia atinge a inteligência humana e torna-se desfuncional quando pega falhas humanas. |                  |                                                           | |                                                                                         |                    |                        |
| 216 | 20               | "A Poção (BR)/(PT) The Potion"                            | Ben Bocquelet, Mic Graves, Tobi Wilson, Joe Markham, Jack Bernhardt e Sophie Duker                                        | 16 de julho de 2018 8 de janeiro de 2019                                                | TBA                | 0.52                   |
| Gumball e Darwin usam uma poção mágica para diminuir Hector. |                  |                                                           | |                                                                                         |                    |                        |
| 217 | 21               | "Os Spinoffs (BR)/(PT) The Spinoffs"                      | Ben Bocquelet, Mic Graves, Tobi Wilson, Joe Markham, James Hamilton e Natasha Hodgson                                     | 16 de julho de 2018 9 de janeiro de 2019                                                | GB620              | 0.55                   |
| Rob cria uma variedade de shows e formatos spinoffs de Elmore para substituir Gumball. |                  |                                                           | |                                                                                         |                    |                        |
| 218 | 22               | "A Transformação (BR)/(PT) The Transformation"            | Ben Bocquelet, Tobi Wilson, Andrew Jones, Ciaran Murtagh, Joe Markham, Lucien Young e Joe Parham                          | 16 de julho de 2018 10 de janeiro de 2019                                               | TBA                | 0.65                   |
| A família de Penny discute sobre estarem dentro ou fora de suas cascas. Gumball, sem querer, conta vagas histórias para fazê-los decidir as disputas. |                  |                                                           | |                                                                                         |                    |                        |
| 219 | 23               | "A Compreensão (BR)/(PT) The Understanding"               | Mic Graves, Joe Markham, James Hamilton, Jack Bernhardt, Tobi Wilson, Tony Hull e Joe Parham                              | 16 de julho de 2018 7 de janeiro de 2019                                                | GB629              | 0.69                   |
| Gumball e Darwin se metem em confusão ao não entender uma criança nova na escola. |                  |                                                           | |                                                                                         |                    |                        |
| 220 | 24               | "O Anúncio (BR)/(PT) The Ad"                              | Ben Bocquelet, Joe Markham, James Hamilton, Sophie Duker, Tobi Wilson e Lucien Young                                      | 16 de julho de 2018 14 de janeiro de 2019                                               | GB633              | 0.69                   |
| A Família Watterson é forçada a alugar a sua casa para um par de cabras velhas desmaiadas. |                  |                                                           | |                                                                                         |                    |                        |
| 221 | 25               | "Os Zumbis (BR) Os Monstros (PT) The Ghouls"              | Ben Bocquelet, Mic Graves, Joe Markham, Tony Hull, Tobi Wilson, Jess Ransom, Paul Rice e Richard Overall                  | 19 de outubro de 2018 28 de outubro de 2019 26 de outubro de 2019                       | GB643              | 0.68                   |
| O Halloween não é mais o mesmo. Será que Gumball e Darwin podem ajudar os fantasmas a terem seus sustos de volta? |                  |                                                           | |                                                                                         |                    |                        |
| 222 | 26               | "O Fedor (BR)/(PT) The Stink"                             | Mic Graves, Tobi Wilson, Joe Parham, James Hamilton, Jack Bernard e Joe Markham                                           | 5 de novembro de 2018 4 de fevereiro de 2019 6 de setembro de 2018                      | TBA                | 0.63                   |
| Senhor Pequeno fica feroz depois que Gumball e Darwin expoem sua hipocrisia. |                  |                                                           | |                                                                                         |                    |                        |
| 223 | 27               | "O Reconhecimento (BR) O Conhecimento (PT) The Awareness" | Mic Graves, Tobi Wilson, Tom Neenan, Jack Bernhardt, Joe Parham e Joe Markham                                             | 6 de novembro de 2018 11 de fevereiro de 2019                                           | GB624              | 0.60                   |
| Gumball decide envolver-se na cultura vegetal para apaziguar Leslie depois de fazer um comentário ofensivo. |                  |                                                           | |                                                                                         |                    |                        |
| 224 | 28               | "O Formulário (BR) O Talão (PT) The Slip"                 | Mic Grave, Joe Markham, Tobi Wilson e Jess Ransom                                                                         | 7 de novembro de 2018 21 de janeiro de 2019                                             | GB634              | 0.57                   |
| Ricardo perde um pacote e é forçado a uma rivalidade crescente com o entregador. |                  |                                                           | |                                                                                         |                    |                        |
| 225 | 29               | "O Drama (BR)/(PT) The Drama"                             | Ben Bocquelet, Tobi Wilson, James Hamilton, Gemma Arrowsmith, Joe Markham eLucien Young                                   | 8 de novembro de 2018 28 de janeiro de 2019                                             | GB630              | 0.58                   |
| Gumball tenta proteger Darwin de sua inadequada namorada morta-viva, Carrie. |                  |                                                           | |                                                                                         |                    |                        |
| 226 | 30               | "A Parceira (BR)/(PT) The Buddy"                          | Ben Bocquelet, Tobi Wilson, Jack Bernhardt, Natasha Hodgson, Joe Parham e Joe Markham                                     | 9 de novembro de 2018 8 de abril de 2019                                                | TBA                | 0.66                   |
| Anais e Jamie formam uma parceria improvável quando elas são acusadas de um crime que não cometeram. |                  |                                                           | |                                                                                         |                    |                        |
| 227 | 31               | "O Bem (BR) O Objeto (PT) The Possession"                 | Mic Graves, Tony Hull e Joe Markham                                                                                       | 15 de abril de 2019 23 de setembro de 2019 1 de dezembro de 2019                        | TBA                | 0.44                   |
| Ricardo parece sobrenaturalmente ligado ao seu antigo refrigerador. |                  |                                                           | |                                                                                         |                    |                        |
| 228 | 32               | "O Mestre (BR)/(PT) The Master"                           | Ben Bocquelet, Tobi Wilson, Jack Bernhardt, Natasha Hodgson, Lucien Young, Joe Markham, Mic Graves e Tony Hull            | 22 de abril de 2019 5 de agosto de 2019                                                 | TBA                | 0.53                   |
| Os Wattersons jogam um jogo de tabuleiro de fantasia para resolver suas diferenças. |                  |                                                           | |                                                                                         |                    |                        |
| 229 | 33               | "O Silêncio (BR)/(PT) The Silence"                        | Ben Bocquelet, Tobi Wilson, Jess Ransom e Joe Markham                                                                     | 29 de abril de 2019 12 de agosto de 2019                                                | TBA                | 0.56                   |
| Enquanto têm suas típicas conversas coloridas e sarcásticas, Gumball e Darwin descobrem que não podem terminar nenhuma delas como se tivessem ficado sem palavras para dizer. Eles tentam uma variedade de curas diferentes e temem que sua amizade esteja ficando obsoleta e tentem salvá-la. |                  |                                                           | |                                                                                         |                    |                        |
| 230 | 34               | "O Futuro (BR)/(PT) The Future"                           | Ben Bocquelet, Joe Markham, Tobi Wilson, James Hamilton e Jon Purkis                                                      | 6 de maio de 2019 19 de agosto de 2019                                                  | TBA                | 0.55                   |
| Banana Barbara está desaparecida há uma semana e Banana Joe, Gumball e Darwin andam por Elmore procurando por ela. Ela foi sequestrada por Rob que a está forçando a pintar o futuro. Como Banana Joe revela habilidades de previsão incomuns de sua mãe, ela tenta avisar Rob que não há futuro. |                  |                                                           | |                                                                                         |                    |                        |
| 231 | 35               | "O Desejo (BR) The Wish"                                  | Mic Graves, Joe Markham, James Hamilton, Gemma Arrowsmith e Tony Hull                                                     | 13 de maio de 2019 26 de agosto de 2019                                                 | TBA                | 0.52                   |
| Gumball e Darwin acreditam que eles transformaram a senhorita Simian em uma almofada de pescoço, o que é muito perturbador para o diretor Brown, já que ele nunca contou à senhorita Simio seus sentimentos por ela. |                  |                                                           | |                                                                                         |                    |                        |
| 232 | 36               | "A Fábrica (BR)/(PT) The Factory"                         | Ben Bocquelet, Tobi Wilson, Jack Bernhardt, James Hamilton e Joe Markham                                                  | 20 de maio de 2019 2 de setembro de 2019                                                | TBA                | 0.46                   |
| Gumball e Darwin vão trabalhar com Nicole na Fábrica de Arco Íris e tentam ajudá-la a divulgar a promoção para a qual ela tem trabalhado arduamente, mas sem querer eles causam um vazamento tóxico na fábrica. |                  |                                                           | |                                                                                         |                    |                        |
| 233 | 37               | "O Agente (BR)/(PT) The Agent"                            | Richard Overall, Mic Graves e Tony Hull                                                                                   | 27 de maio de 2019 4 de janeiro de 2020 8 de dezembro de 2019                           | TBA                | 0.51                   |
| Em uma tarefa secreta da escola, Gumball age como James Bond. |                  |                                                           | |                                                                                         |                    |                        |
| 234 | 38               | "A Rede (BR) A Web (PT) The Web"                          | Ben Bocquelet, Joe Markham, Tobi Wilson, Jess Ransom, Joe Parham, Mic Graves e Richard Overall                            | 3 de junho de 2019 11 de setembro de 2019 8 de janeiro de 2020 14 de dezembro de 2019   | TBA                | 0.44                   |
| Gumball e Darwin percebem que os residentes adultos de Elmore são perigosamente ingênuos quando se trata de estar seguro on-line e, na verdade, precisam muito da ajuda dos meninos, mesmo com a mais simples das tarefas. |                  |                                                           | |                                                                                         |                    |                        |
| 235 | 39               | "A Furada (BR) A Trapalhada (PT) The Mess"                | Ben Bocquelet, Tobi Wilson, Joe Markham, Lucien Young e Jess Ransom                                                       | 10 de junho de 2019 3 de setembro de 2019 16 de setembro de 2019 30 de novembro de 2019 | TBA                | 0.50                   |
| Gumball cuida de Polly Fitzgerald, a irmã mais nova da Penny. |                  |                                                           | |                                                                                         |                    |                        |
| 236 | 40               | "O Coração (BR)/(PT) The Heart"                           | Ben Bocquelet, Tobi Wilson, Jess Ransom e Joe Markham                                                                     | 10 de junho de 2019 5 de setembro de 2019 14 de janeiro de 2020 1 de dezembro de 2019   | TBA                | 0.54                   |
| Gumball e Darwin ouvem Robinson admitir que odeia os dois. Ele realmente começa a se sentir mal e, por sugestão de seu filho Rocky, tenta encontrar alguma maneira de fazer as pazes com eles. Gumball e Darwin descobrem que o problema está dentro de seu coração, que diz que odeia sentimentos forçando os dois a tentar ensinar sobre o amor. |                  |                                                           | |                                                                                         |                    |                        |
| 237 | 41               | "A Revolta (BR)/(PT) The Revolt"                          | Ben Bocquelet, Joe Markham, James Hamilton, Natasha Hodgson, Joe Parham, Tobi Wilson, Tony Hull e Mic Graves              | 17 de junho de 2019 2 de setembro de 2019 9 de setembro de 2019 30 de novembro de 2019  | TBA                | 0.47                   |
| Darwin se sente mal para os objetos domésticos em Elmore e encoraja-os a levantar-se. |                  |                                                           | |                                                                                         |                    |                        |
| 238 | 42               | "As Decisões (BR)/(PT) The Decisions"                     | Joe Markham, Lucien Young, Tobi Wilson, Tony Hull, Mic Graves e Richard Overall                                           | 17 de junho de 2019 10 de setembro de 2019 11 de janeiro de 2020 8 de dezembro de 2019  | TBA                | 0.51                   |
| Quando tudo dá errado na vida de Darwin, ele começa a suspeitar que a má influência de Gumball pode ser a culpa; Darwin decide ir a outro lugar em busca de orientação e encontra um novo mentor em Alan. |                  |                                                           | |                                                                                         |                    |                        |
| 239 | 43               | "O Melhor Amigo (BR) Os Melhores Amigos (PT) The BFFs"    | Ben Bocquelet, Tobi Wilson, Joe Parham e Jess Ransom                                                                      | 24 de junho de 2019 6 de setembro de 2019 15 de janeiro de 2020 7 de dezembro de 2019   | TBA                | 0.46                   |
| Quando o velho BFF de Gumball, Fuzzy, aparece à sua porta, Darwin se esforça para aceitar que havia alguém antes dele e falha em conter seu ciúme. |                  |                                                           | |                                                                                         |                    |                        |
| 240 | 44               | "A Inquisição (BR)/(PT) The Inquisition"                  | Ben Bocquelet, Tobi Wilson, Jess Ransom, Joe Markham, Joe Parham, Mic Graves e Richard Overall                            | 24 de junho de 2019 12 de setembro de 2019 17 de janeiro de 2020 14 de dezembro de 2019 | TBA                | 0.51                   |
| O superintendente malvado da escola, um personagem de ação ao vivo, chega a Elmore Junior High e critica a qualidade da escola. Ele começa a banir todo o comportamento de desenho animado e transformar todo mundo em pessoas realistas para eventualmente fazê-las agir ao vivo como ele. Gumball e Darwin correm para salvar todos e conseguem mudar todos de volta ao normal, apenas para descobrir que o superintendente é na verdade o Rob disfarçado. Ele tenta justificar suas ações e avisar a todos sobre um evento não especificado, mas Tina o agride. Rob acorda na escola tarde da noite quando o vazio se abre embaixo dele e engole o resto da escola. A cena congela conforme as notas distorcidas dos créditos são reproduzidas, como se o desenho animado estivesse a se destruir. |                  |                                                           | |                                                                                         |                    |                        |

### Especiais
No aguardo da estreia do filme, duas minisséries especiais incluindo clipes de diversos episódios das seis temporadas anteriores da série foram lançadas: O Anuário de Darwin e As Crônicas de Gumball.
| Episódio (miniser.) | Título                                                       | Escrito por | Exibição original                                                                         | Código de produção | Audiência (em milhões) |
| --- | ------------------------------------------------------------ | ----------- | ----------------------------------------------------------------------------------------- | ------------------ | ---------------------- |
| 1 | "João Banana (BR) Banana Joe"                                | ASD         | 14 de dezembro de 2019 2 de dezembro de 2019 23 de dezembro de 2019 20 de janeiro de 2020 | 701                | 0.54                   |
| Após Principal Brown pedir para Darwin fazer o anuário do colégio, Ele procura por fotos de Banana Joe. |                                                              |             |                                                                                           |                    |                        |
| 2 | "Clayton"                                                    | ASD         | 14 de dezembro de 2019 2 de dezembro de 2019 22 de janeiro de 2020                        | 702                | 0.56                   |
| Darwin precisa encontrar uma foto de Clayton para colocar na capa do anuário da escola. Mas comete o erro de procurar ajuda de Tobias, que está na capa!                                                                          |                                                              |             |                                                                                           |                    |                        |
| 3 | "Carrie"                                                     | ASD         | 21 de dezembro de 2019 3 de dezembro de 2019 24 de janeiro de 2020                        | 703                | 0.62                   |
| Darwin decide encontrar uma foto de Carrie para a capa do anuário da escola. Mas eles acabam lembrando todas as suas travessuras assustadoras do passado.                                                                         |                                                              |             |                                                                                           |                    |                        |
| 4 | "Alan"                                                       | ASD         | 21 de dezembro de 2019 4 de dezembro de 2019 27 de janeiro de 2020                        | 704                | 0.65                   |
| Darwin quer colocar Alan na capa do anuário da escola. Mas a aparente modéstia de Alan, o atrapalha. |                                                              |             |                                                                                           |                    |                        |
| 5 | "Sarah"                                                      | ASD         | 28 de dezembro de 2019 5 de dezembro de 2019 29 de janeiro de 2020                        | 705                | 0.51                   |
| Darwin pede a Sarah uma foto para colocar na capa do anuário da escola. Mas quando Sarah tenta ajudar, as coisas ficam um pouco complicadas.                                                                                      |                                                              |             |                                                                                           |                    |                        |
| 6 | "Professores (BR) Teachers"                                  | ASD         | 28 de dezembro de 2019 6 de dezembro de 2019 31 de janeiro de 2020                        | 706                | 0.52                   |
| Quando Darwin pergunta a seus amigos qual professor merece estar no anuário, eles lutam para encontrar um único candidato digno!                                                                                                  |                                                              |             |                                                                                           |                    |                        |
| 7 | "A Maldição de Elmore (BR)" "The Curse of Elmore"            | ASD         | 5 de outubro de 2020 3 de março de 2021 17 de dezembro de 2021                            |                    | ASD                    |
| Quando a colega de escola de Gumball, Leslie, encontra uma velha fita de vídeo, o assustador mistério do passado fantasmagórico de Elmore se desdobra.                                                                            |                                                              |             |                                                                                           |                    |                        |
| 8 | "Vote Gumball… e Penny? (BR)" "Vote Gumball...and Penny?"    | ASD         | 2 de novembro de 2020 4 de março de 2021 10 de maio de 2021                               |                    | ASD                    |
| Gumball pede a sua namorada, Penny, para ser sua companheira de campanha. |                                                              |             |                                                                                           |                    |                        |
| 9 | "Vote Gumball… e Leslie? (BR)" "Vote Gumball...and Leslie?"  | ASD         | 2 de novembro de 2020 5 de março de 2021 17 de maio de 2021                               |                    | ASD                    |
| Gumball espera que a recém-descoberta fama de torcida de Leslie ajude sua campanha. |                                                              |             |                                                                                           |                    |                        |
| 10 | "Vote Gumball… e Boberto? (BR)" "Vote Gumball...and Bobert?" | ASD         | 2 de novembro de 2020 8 de março de 2021 17 de maio de 2021                               |                    | ASD                    |
| Gumball considera Boberto como companheiro de campanha. |                                                              |             |                                                                                           |                    |                        |
| 11 | "Vote Gumball… e Alguém? (BR)" "Vote Gumball...and Anyone?"  | ASD         | 2 de novembro de 2020 9 de março de 2021 24 de maio de 2021                               |                    | ASD                    |
| Gumball está concorrendo à presidência da escola e precisa de um companheiro de campanha digno. |                                                              |             |                                                                                           |                    |                        |
| 12 | "Herança Ancestral (BR)" "Ancestor Act"                      | ASD         | 21 de novembro de 2020 10 de março de 2021 6 de dezembro de 2021                          |                    | ASD                    |
| Quando a irmã de Gumball, Anais, pesquisa a árvore de família genealógica dos Wattersons, ela descobre uma longo histórico de clipes absurdos.                                                                                    |                                                              |             |                                                                                           |                    |                        |
| 13 | "Dia das Mães (BR)" "Mother's Day"                           | ASD         | 8 de maio de 2021 1 de março de 2021 13 de dezembro de 2021                               |                    | ASD                    |
| Gumball, Darwin e Anais tentam bolar um presente para Nicole no Dia das Mães. |                                                              |             |                                                                                           |                    |                        |
| 14 | "O Mais Procurado de Elmore (BR)" "Father's Day"             | ASD         | 20 de junho de 2021 2 de março de 2021 14 de dezembro de 2021                             |                    | ASD                    |
| Depois que o Policial Rosquinha libera Ricardo Watterson, o Chefe do Departamento de Polícia de Elmore tenta encontrar motivos para prender Ricardo perguntando a vários cidadãos, mas acaba o liberando porque é o Dia dos Pais. |                                                              |             |                                                                                           |                    |                        |